# 亞馬遜平原 (火星)
亚马逊平原（/əˈmæzənɪs pləˈnɪʃiə/，拉丁语  Amāzŏnis）是火星上最平坦的平原之一，它位于塔尔西斯和埃律西昂火山区之间的亚马逊区和门农尼亚区中，东邻巍峨的奥林帕斯山，其中心坐标为24°48′N 196°00′E / 24.8°N 196.0°E。该平原地形有数处不同尺度的区域呈现出极其平坦的特征，其中梅杜莎槽沟层有很大部分就坐落在亚马逊平原。
该平原名称来源于早期天文学家所观察到的一处以亚马逊人所命名的古典反照率特征，亚马逊人是古希腊神话中传说的女武士族。

## 年龄和构成
这些平原大约只有1亿年的历史，具有最少妨碍火星地形观察的沉积层，其组成与地球的冰岛极为相似。亚马逊是由横贯大平原的漫溢熔岩流所形成，美国行星学家威廉·哈特曼将其描述为一片“被许多新鲜熔岩流横穿的明亮多尘的火山沙漠” 。
亚马逊已成为现代研究工作的主要焦点，这既是由它的地质成分，也是因为较其他地区相对更年轻的原因所致，而其它地区往往比亚马逊平原古老数亿年。哈特曼写道，这片平原与冰岛表面极为相似，其“奇怪的蛛网状山脊和峭壁[在两颗行星上，将]更平坦的区域分割成一种类似碎瓷片的图案”。这两块陆地的形状都是由火山喷发的熔岩流形成，导致两处表面都被一层厚厚的凝固熔岩所覆盖。从亚马逊区和冰岛的航空摄影中发现的结果显示了几乎相同的地形模式，这表明了这两个地区的相对地质龄。
火星上整个属于同时期的年代都被命名为亚马逊纪，因为研究人员最初（错误地）认为亚马逊平原是火星上所有平原的代表。但，在过去二十年中，研究人员已意识到，该地区年轻且极为平坦的表面实际上已将它与周边地区区隔开来，甚至有可能，当整个火星表面都位于水下时，该区域就具有了独特的特征。
虽然尚不清楚亚马逊平原年轻地质的全部含义，但该地区的性质（即缺乏沉积岩）至少为研究人员提供了证据，证明该地区最有可能提供进一步的发现，因此，它已被提议作为美国宇航局未来大多数登陆任务的着陆地点。

## 梅杜莎槽沟层
梅杜莎槽沟层是一处沿火星赤道延伸近 1000 公里的松软、易侵蚀沉积层，地层表面已被风侵蚀成一系列称为雅丹地貌的线性山脊。这些山脊通常指示了形成它们的风向，并展示了火星风的侵蚀力，梅杜莎槽沟层的易侵蚀性质表明，它由弱胶结颗粒所构成。

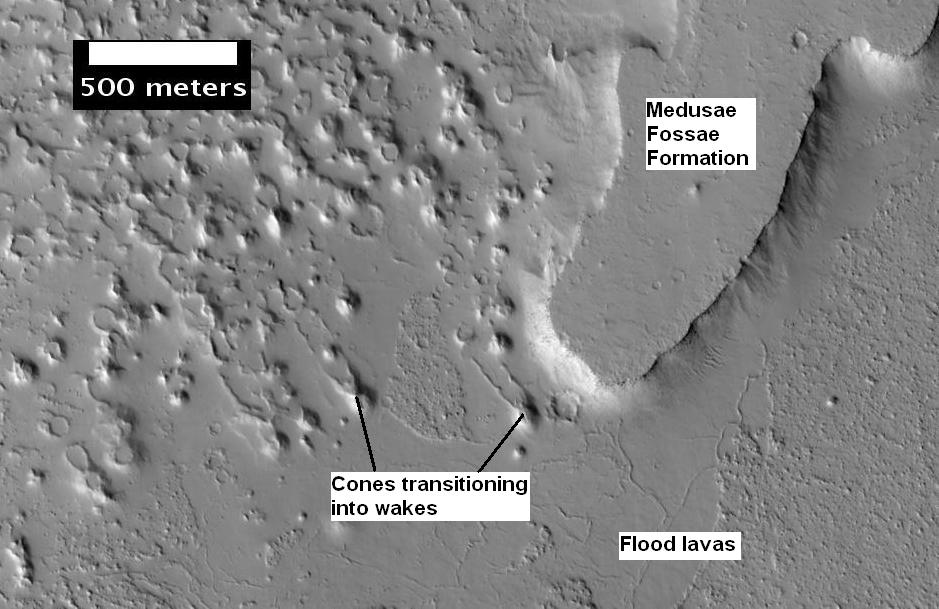
高分辨率成像科学设备显示的由梅杜莎槽沟层构成的高原和无根锥。
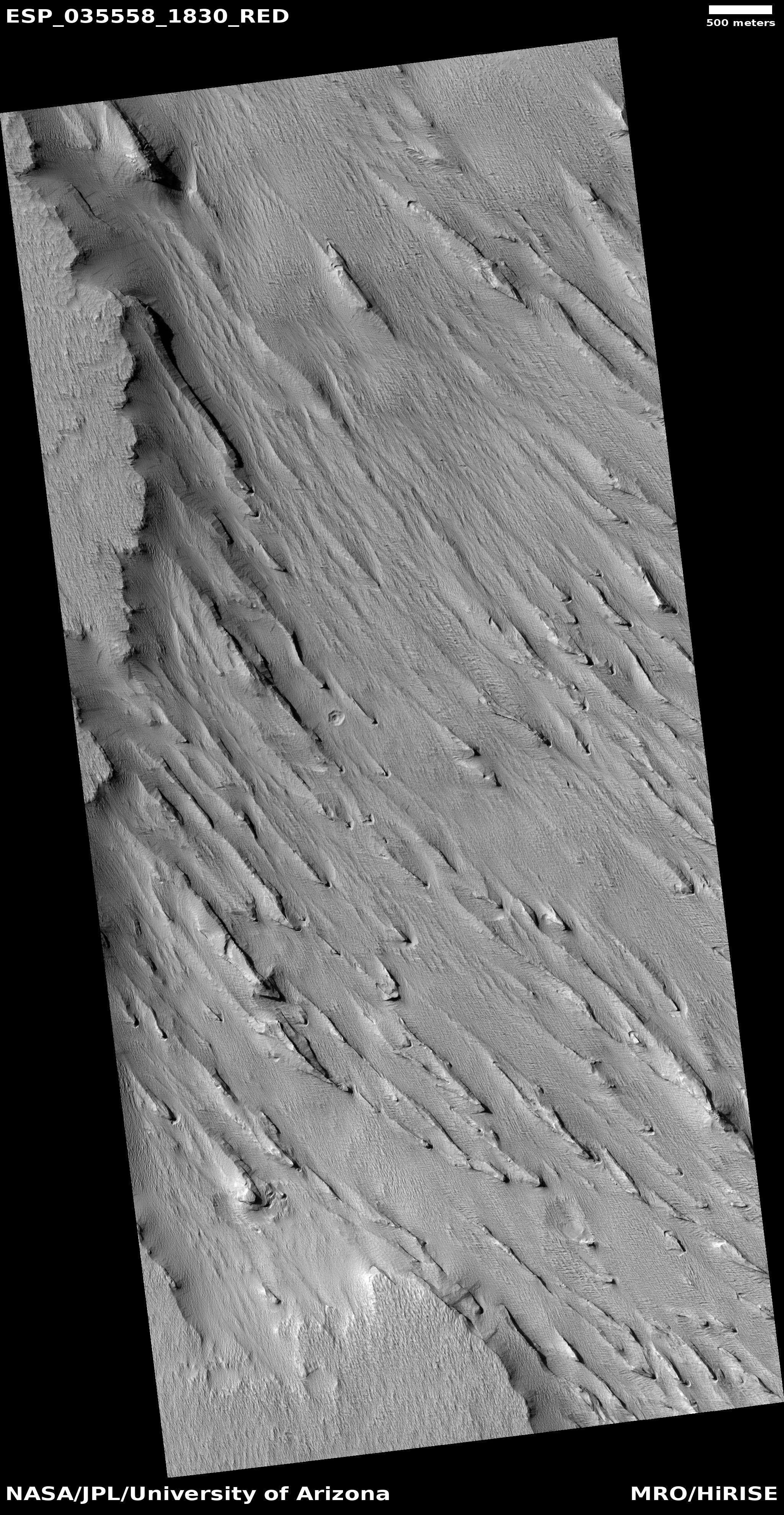
HiWish计划下，高分辨率成像科学设备显示的亚马逊区戈尔迪山脊附近的雅丹地貌。
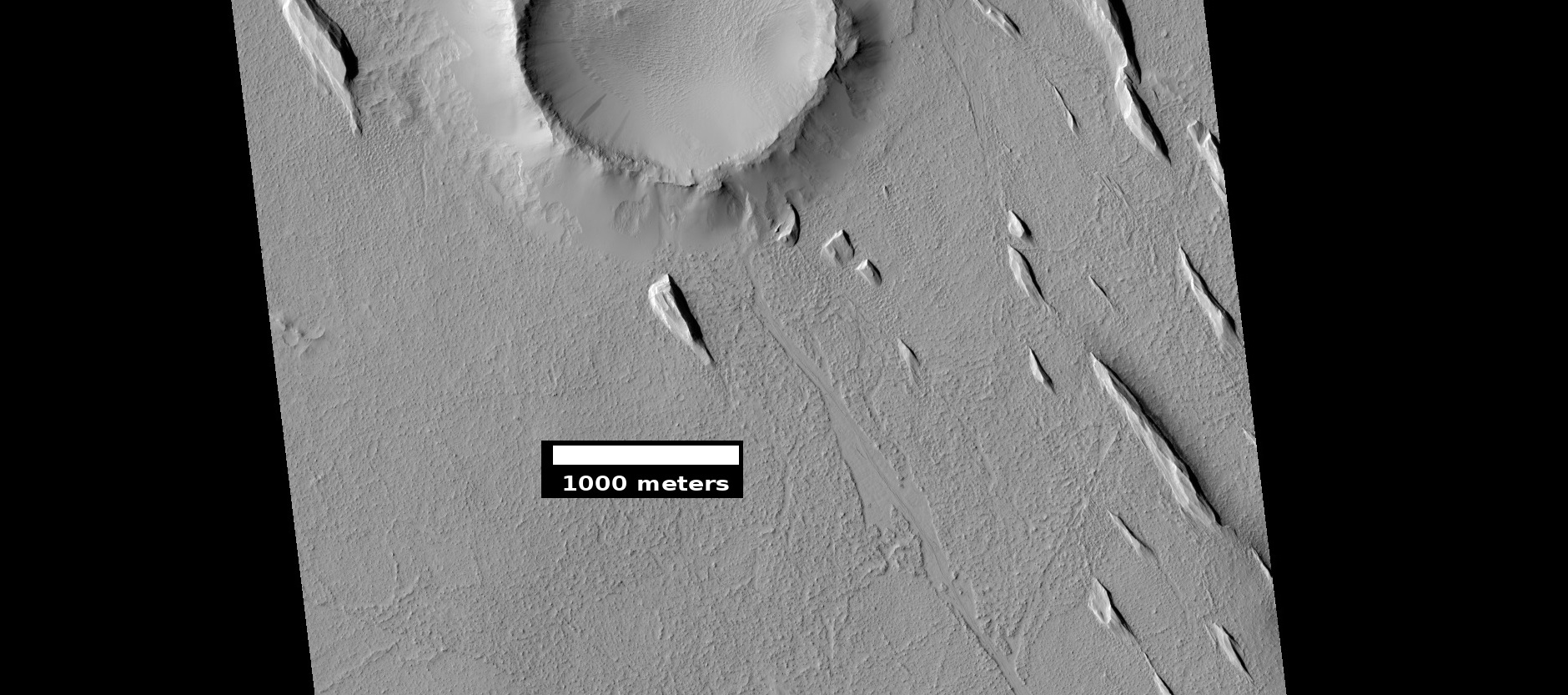
HiWish计划下，高分辨率成像科学设备显示的亚马逊区一座陨击坑附近的雅丹地貌。

## 线性脊状网格
在火星陨石坑内及周边不同地区都发现了线性脊状网，脊线通常以格子状相交的大段直线形式出现。它们长数百米，高数十米，宽数米。据认为撞击会在地表形成裂缝，这些裂缝后来又充当了流体的通道，流体将结构胶结粘合在一起。随着时间的推移，周围松软的材料被侵蚀掉，从而留下了坚硬的棱脊。由于棱脊出现在有粘土的地方，这些地层可作为粘土的标记，粘土的形成需要水。这里的水可能支持了这些地方过去的生命，粘土还可以保存化石或其他曾经的生命痕迹。

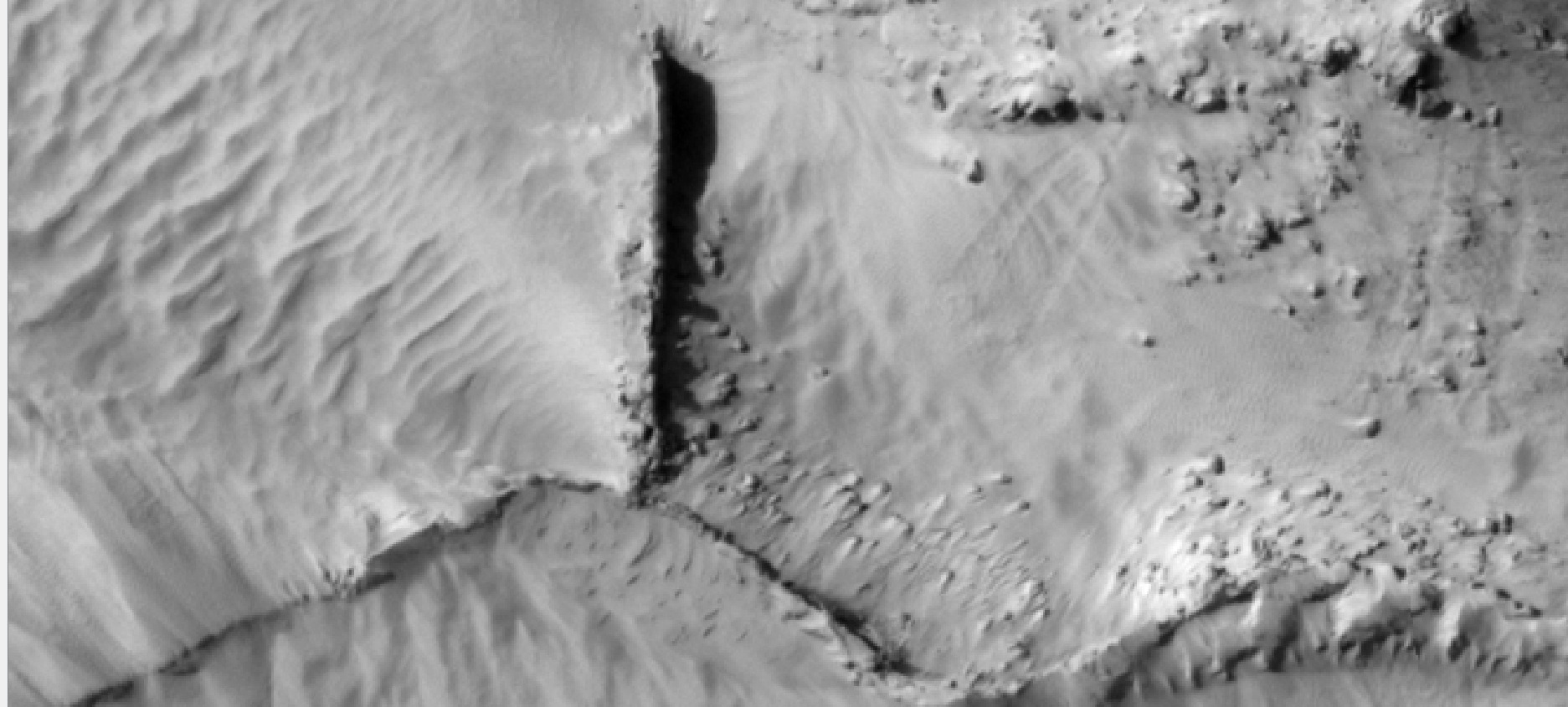
HiWish计划下，高分辨率成像科学设备看到的狭窄棱脊，这些棱脊可能是地表撞击破裂的结果。
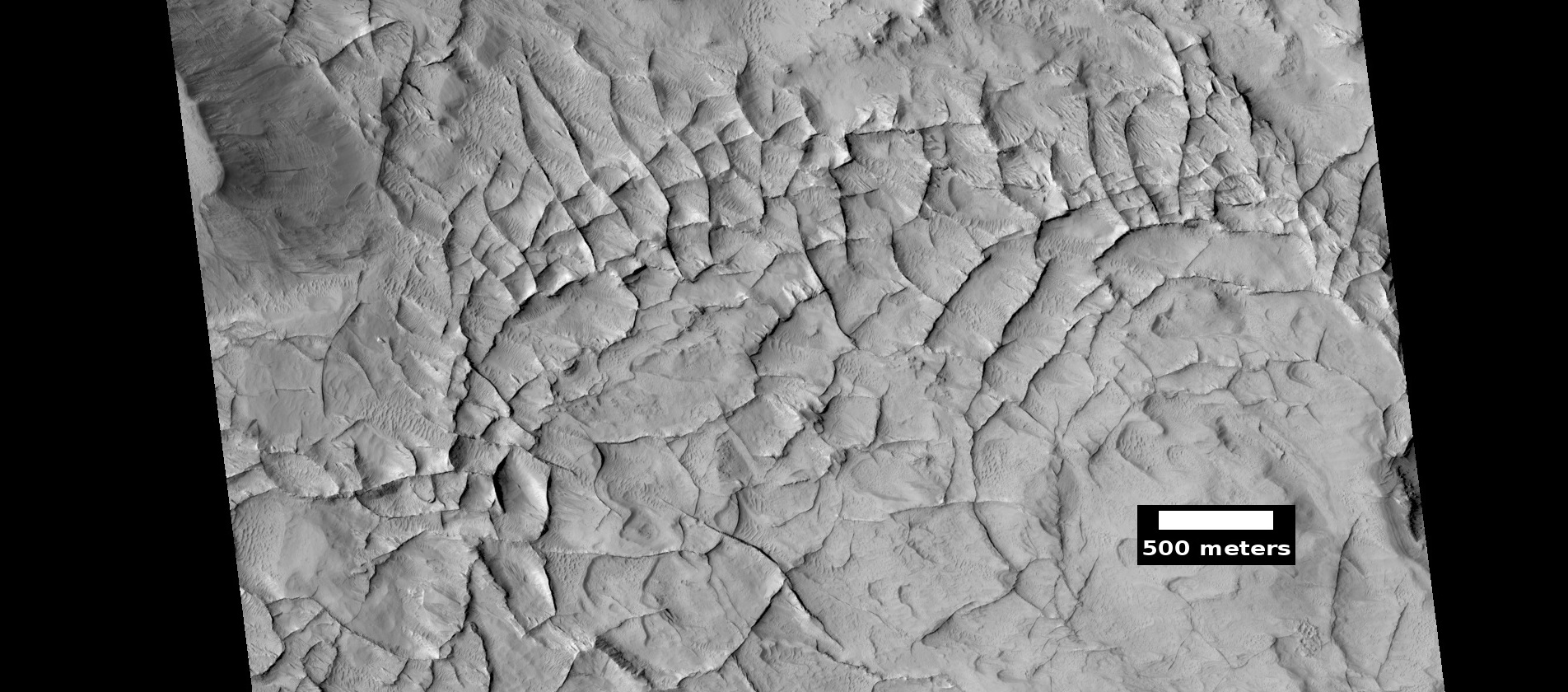
HiWish计划下，高分辨率成像科学设备看到的线性脊状网格。
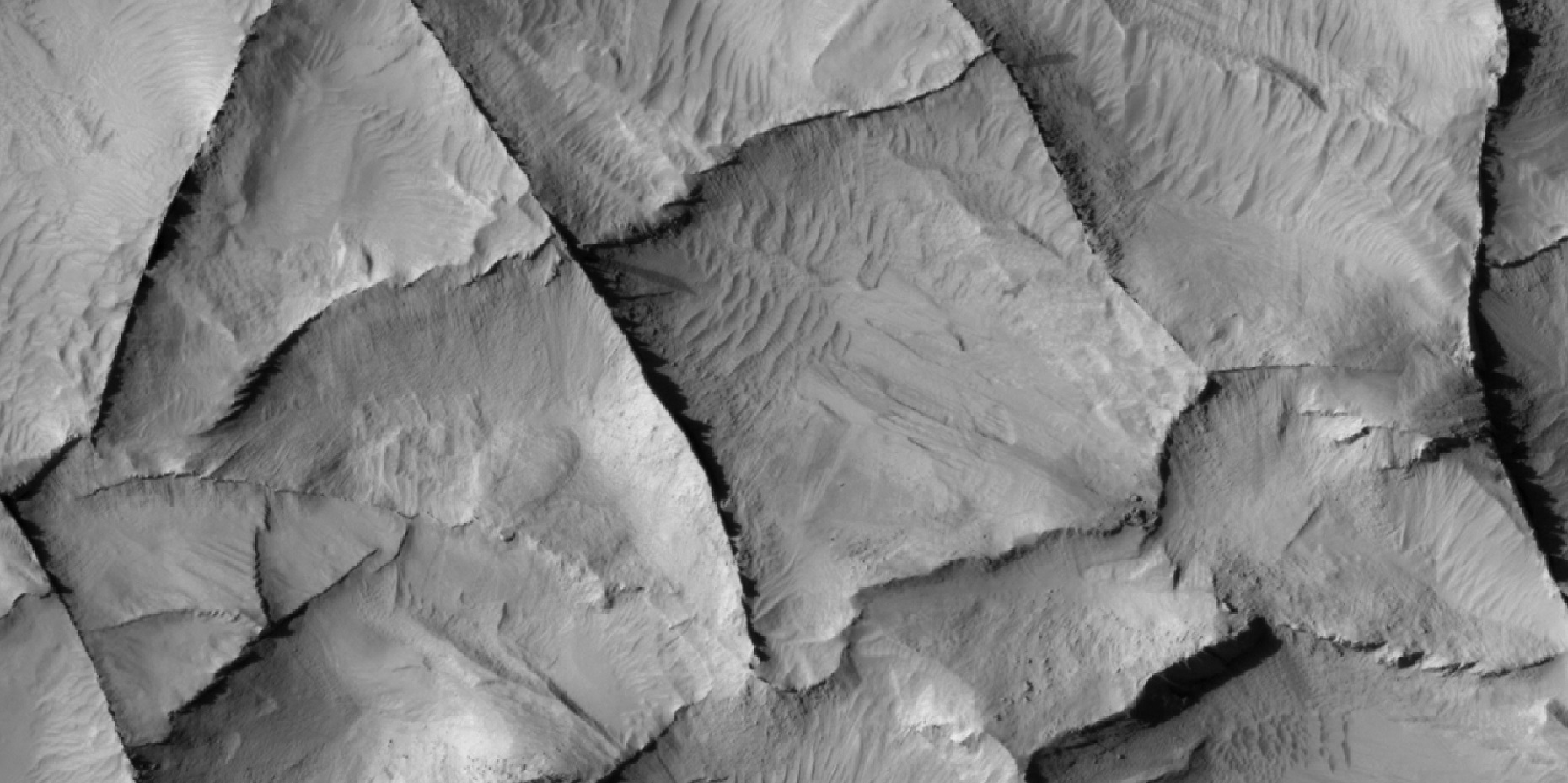
HiWish计划下，高分辨率成像科学设备拍摄的脊线网特写，这是先前图像的放大版。
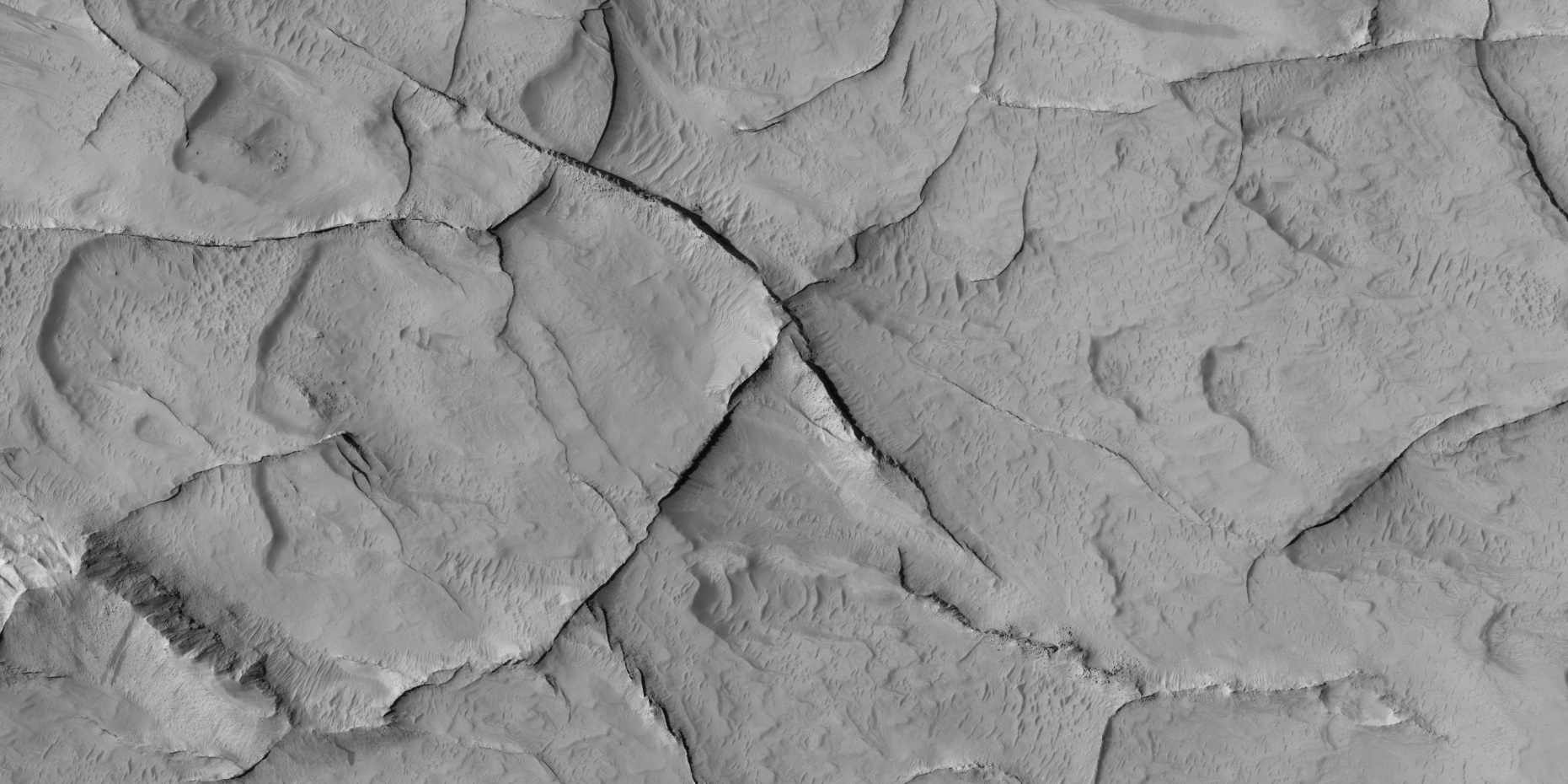
HiWish计划下，高分辨率成像科学设备拍摄的脊线网特写，这是先前图像的放大版。
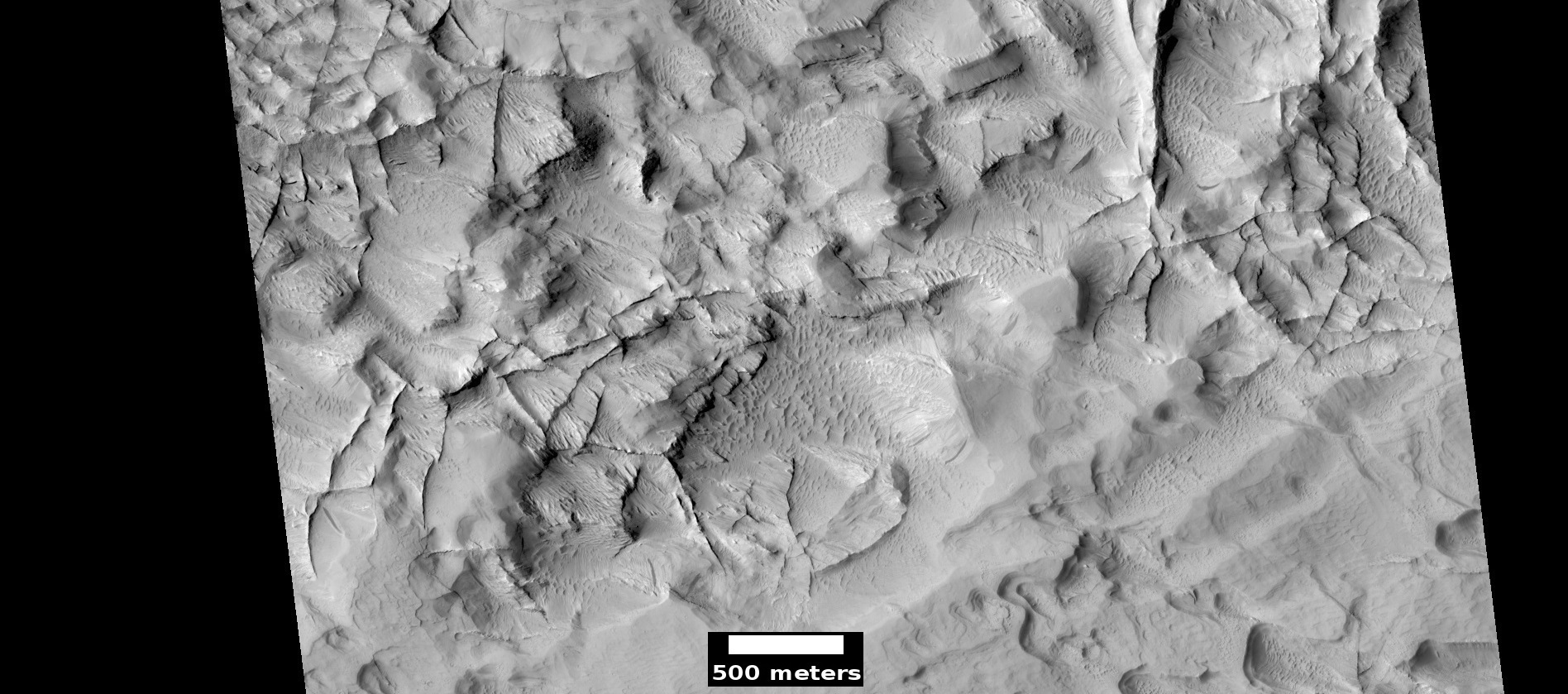
HiWish计划下，高分辨率成像科学设备看到的线性脊状网格。

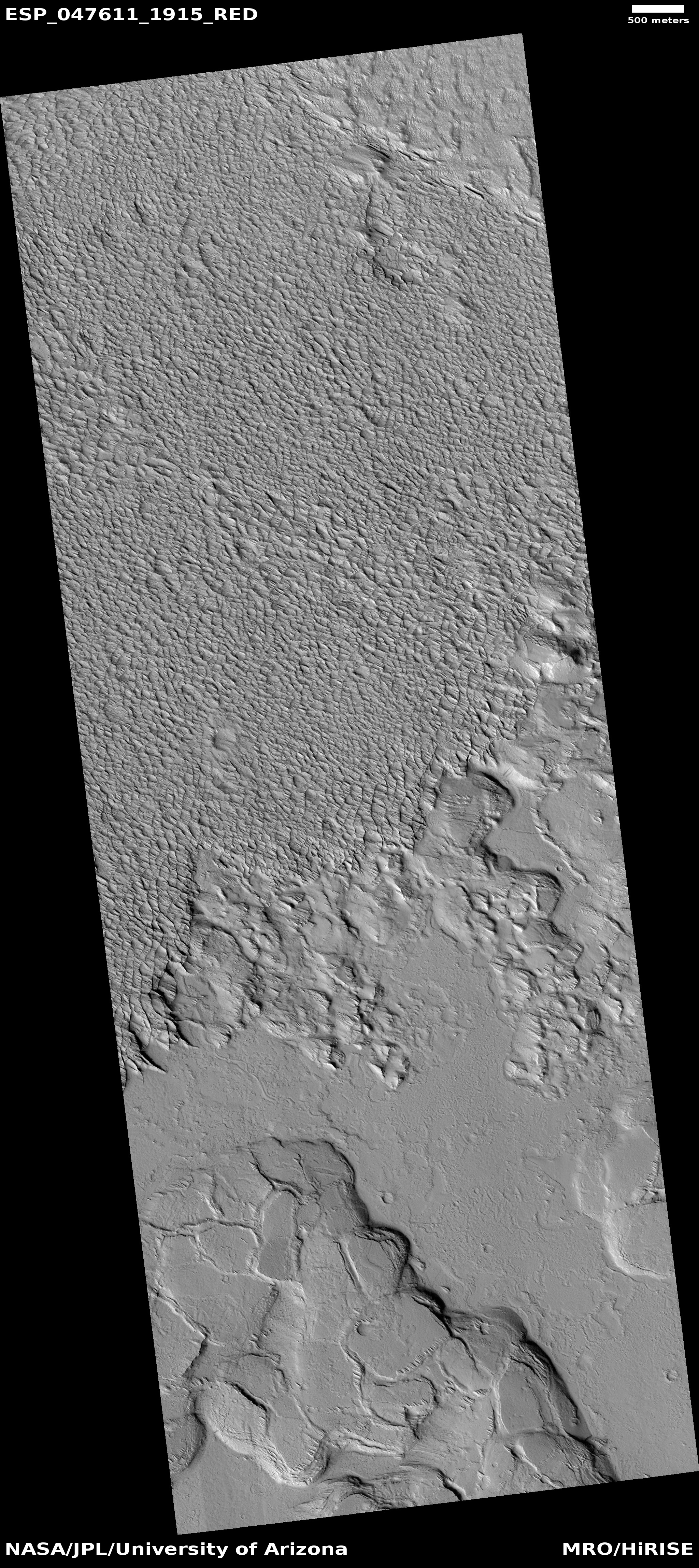
HiWish计划下高分辨率成像科学设备看到的多边形脊线宽视图。
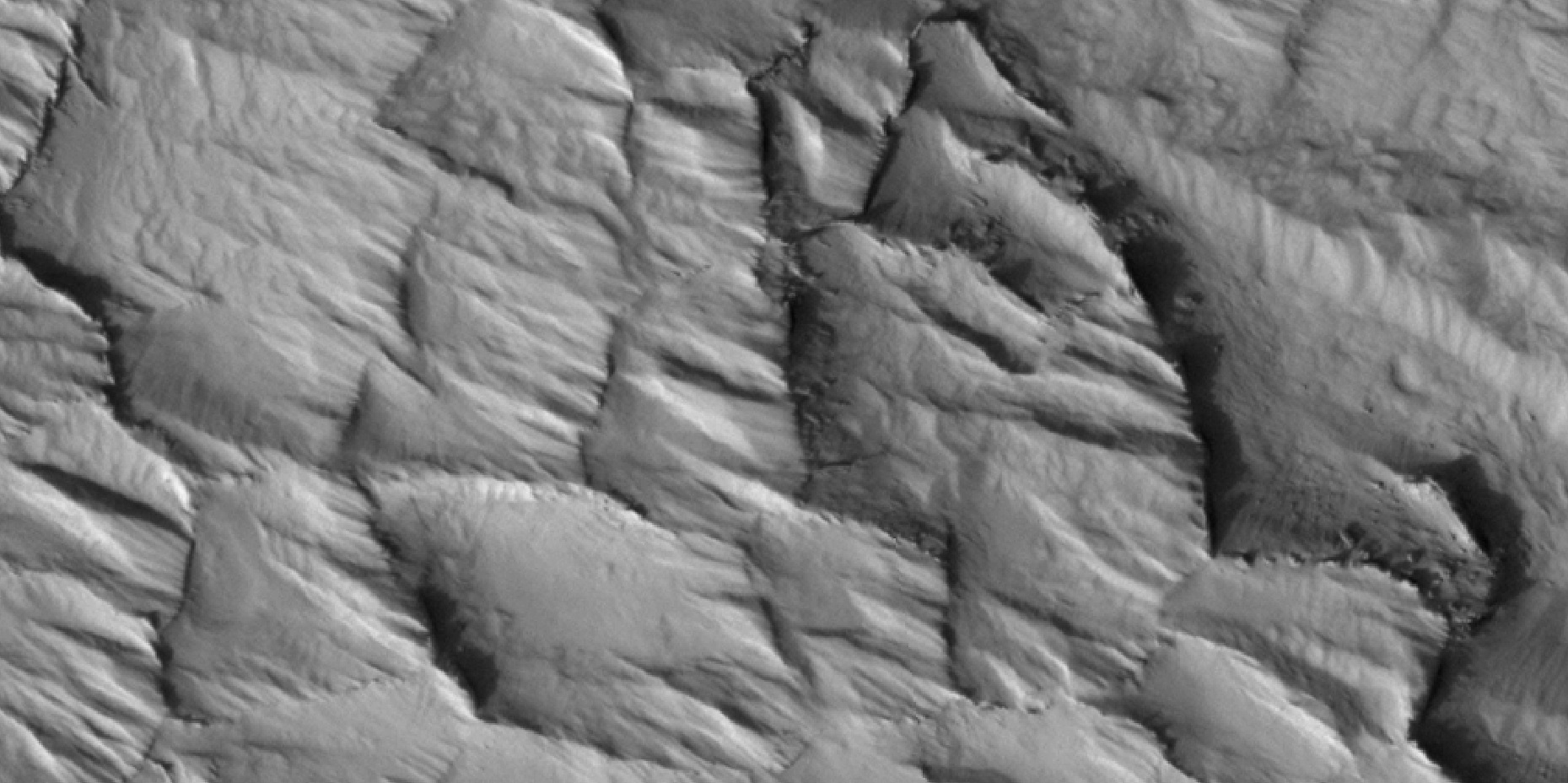
HiWish计划下高分辨率成像科学设备看到的多边形脊线。
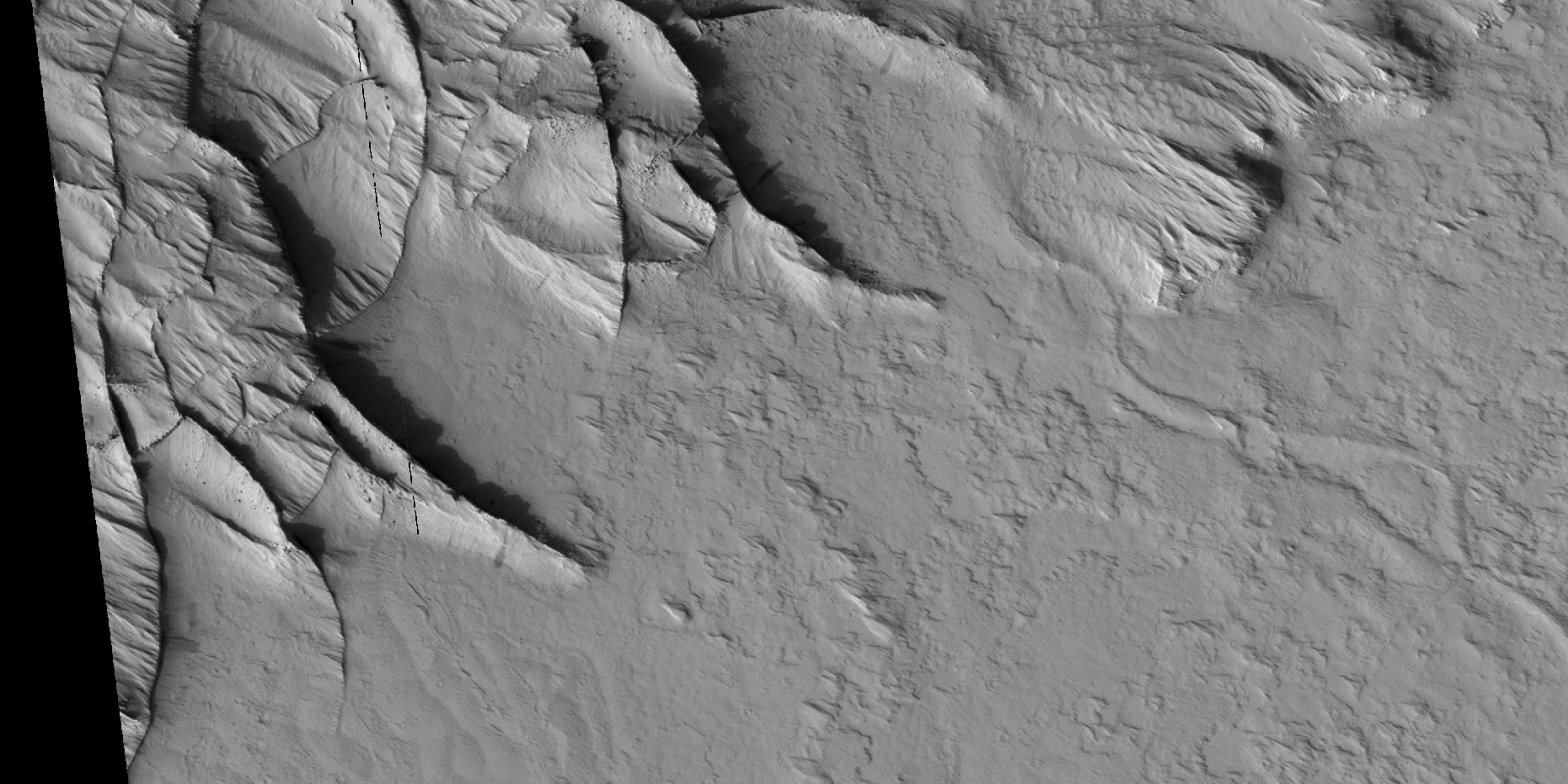
HiWish计划下高分辨率成像科学设备看到的多边形脊线。
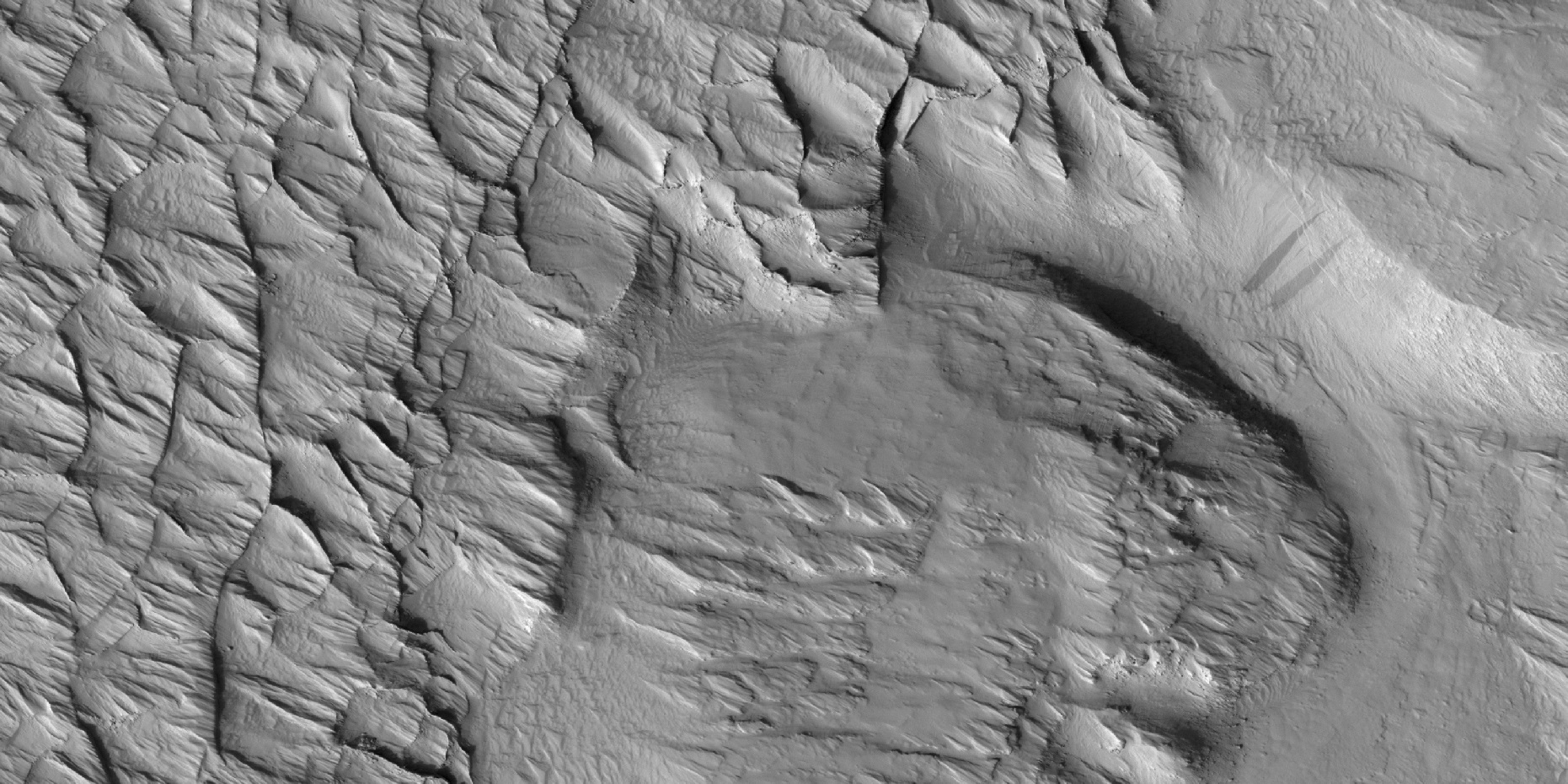
HiWish计划下高分辨率成像科学设备看到的多边形脊线。
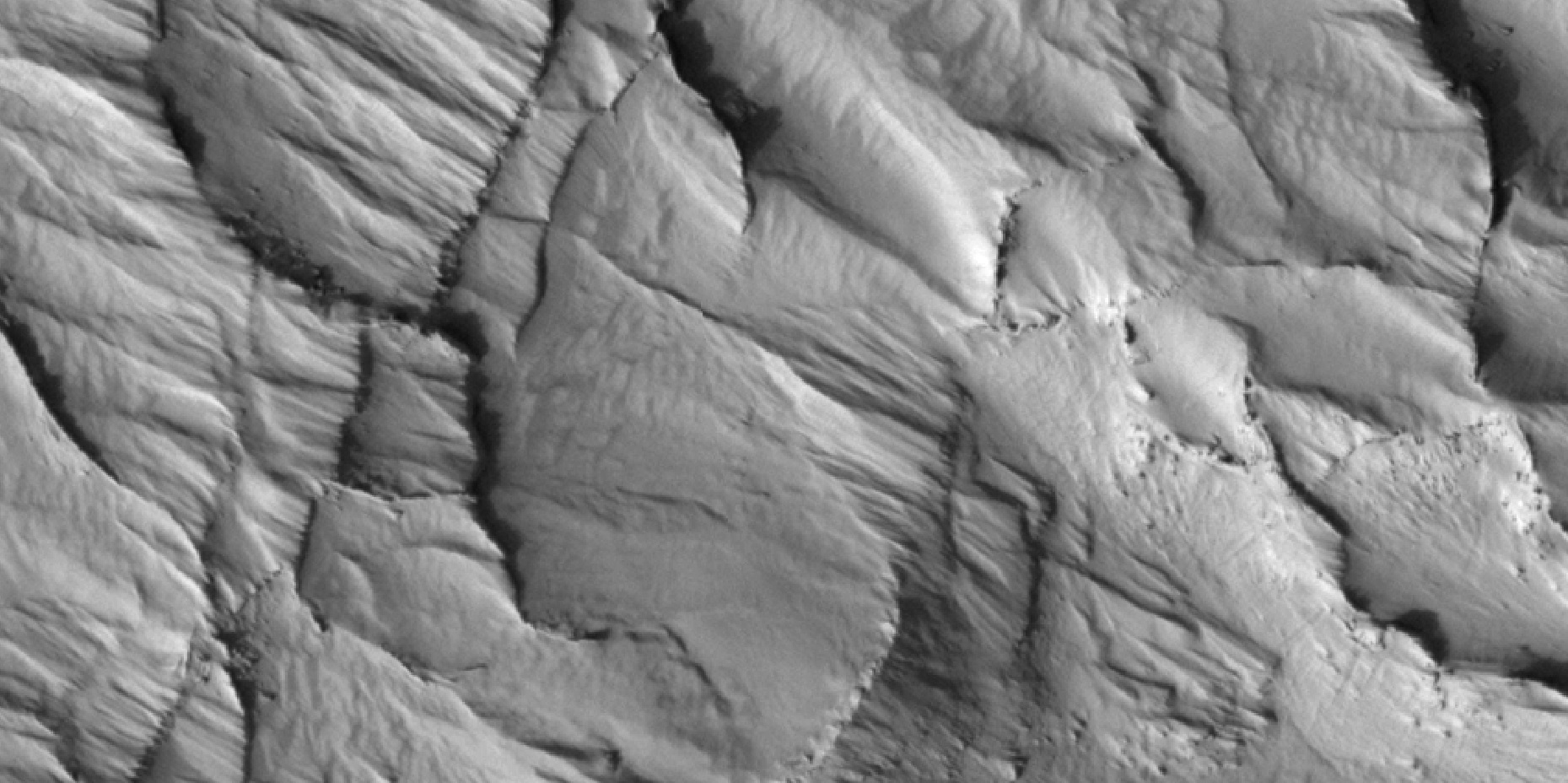
HiWish计划下高分辨率成像科学设备看到的多边形脊线近景。
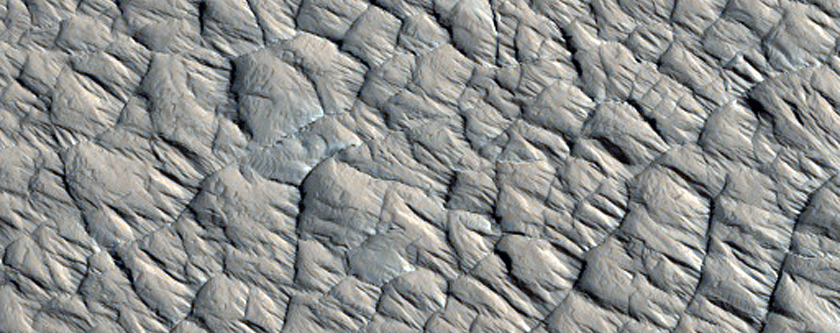
HiWish计划下高分辨率成像科学设备拍摄的多边形脊线彩色近景图。

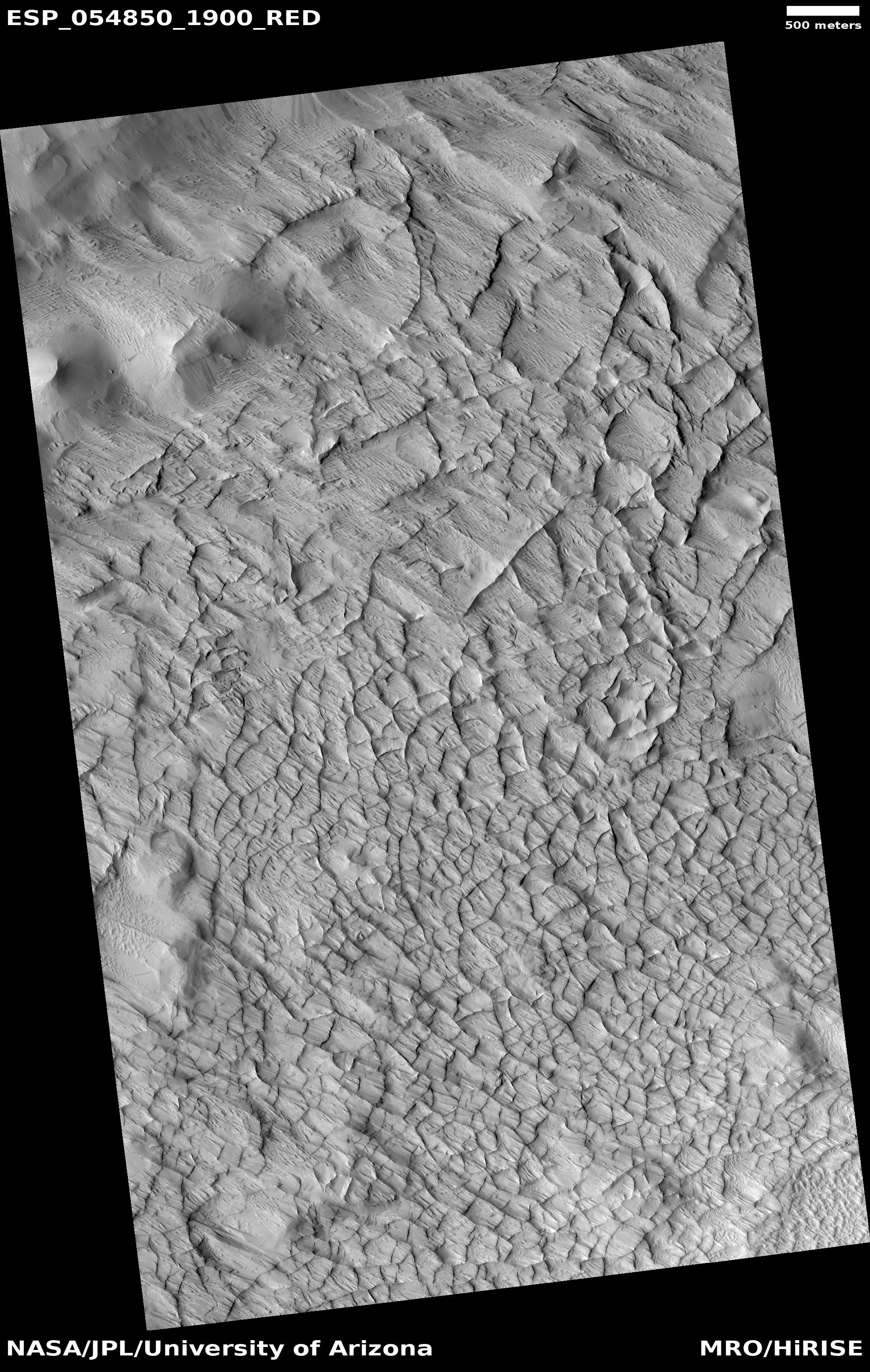
HiWish计划下高分辨率成像科学设备看看到的大型脊线网格宽景图。
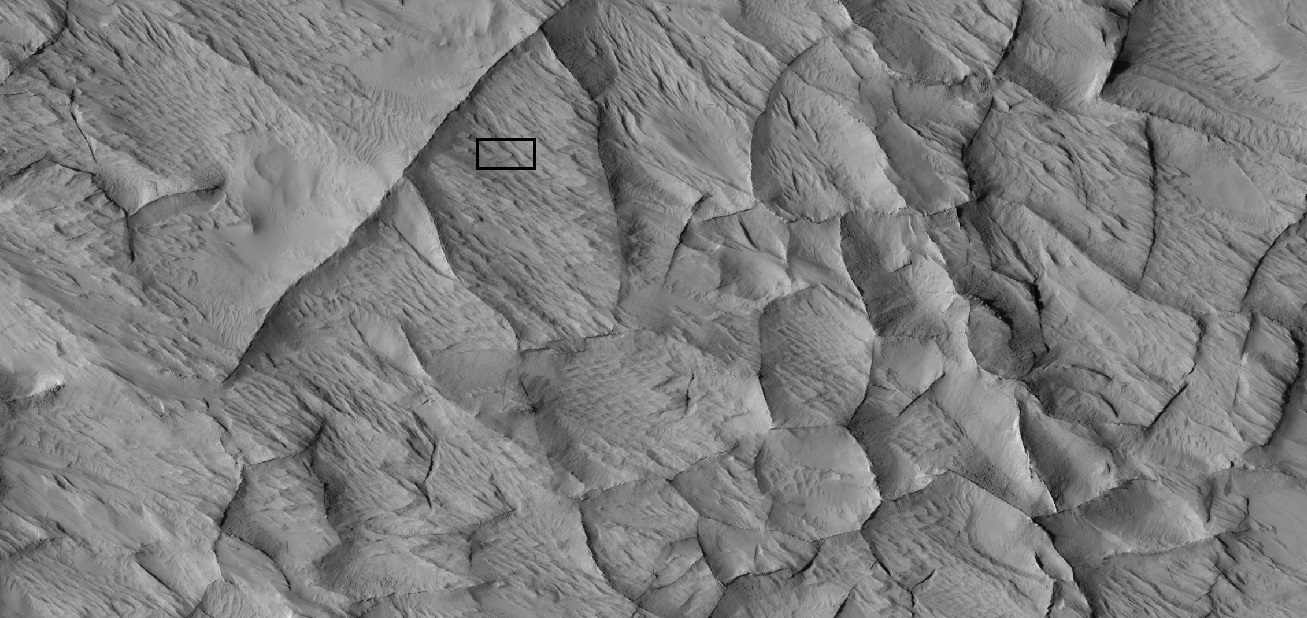
HiWish计划下高分辨率成像科学设备看到的脊线网格近景，方框显示了足球场的大小。
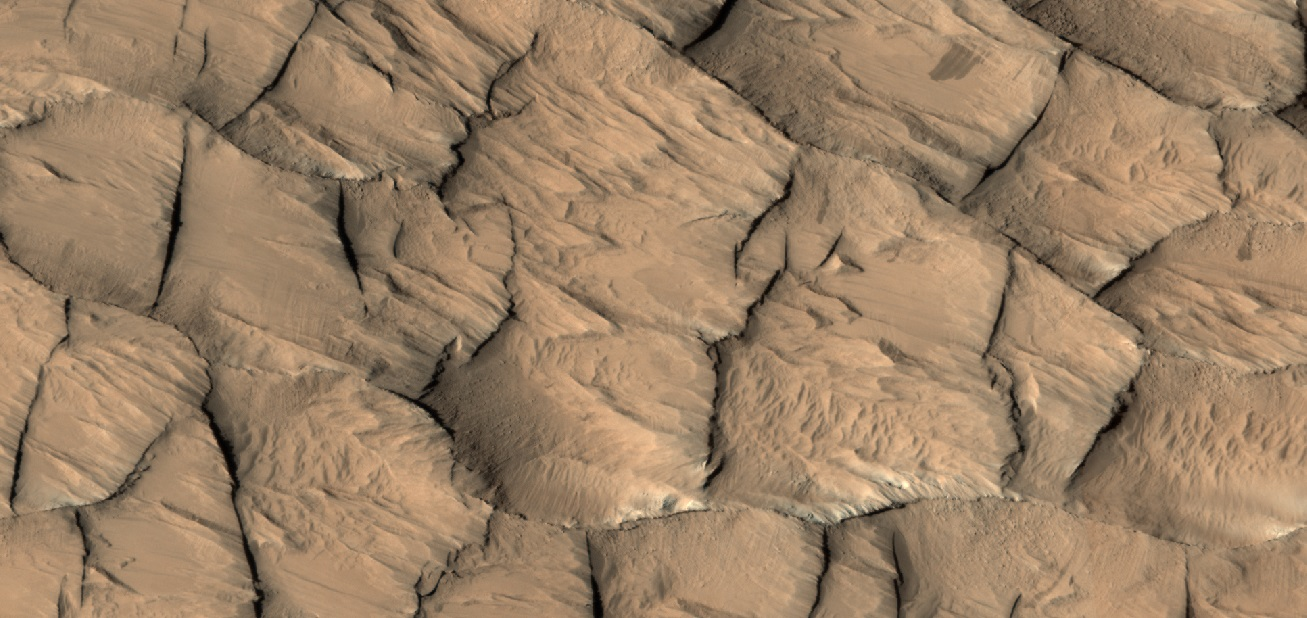
HiWish计划下高分辨率成像科学设备拍摄彩色脊线近景图。

## 流线形
当液体流过类似土丘的特征时，它的形状将慢慢趋于流线型，经常流动的水塑就了这一形状，随后熔岩流在该地区蔓延。在下面的图片中，可看到发生的这种情况。

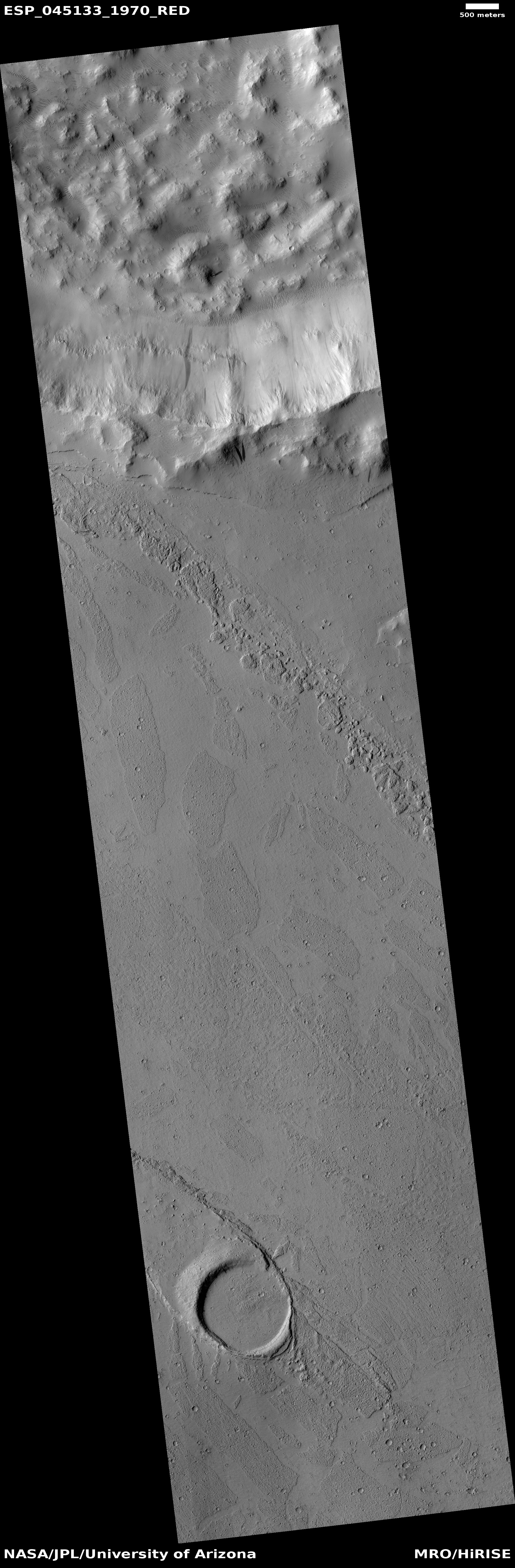
HiWish计划下高分辨率成像科学设备看到的流线体和熔岩筏全景。
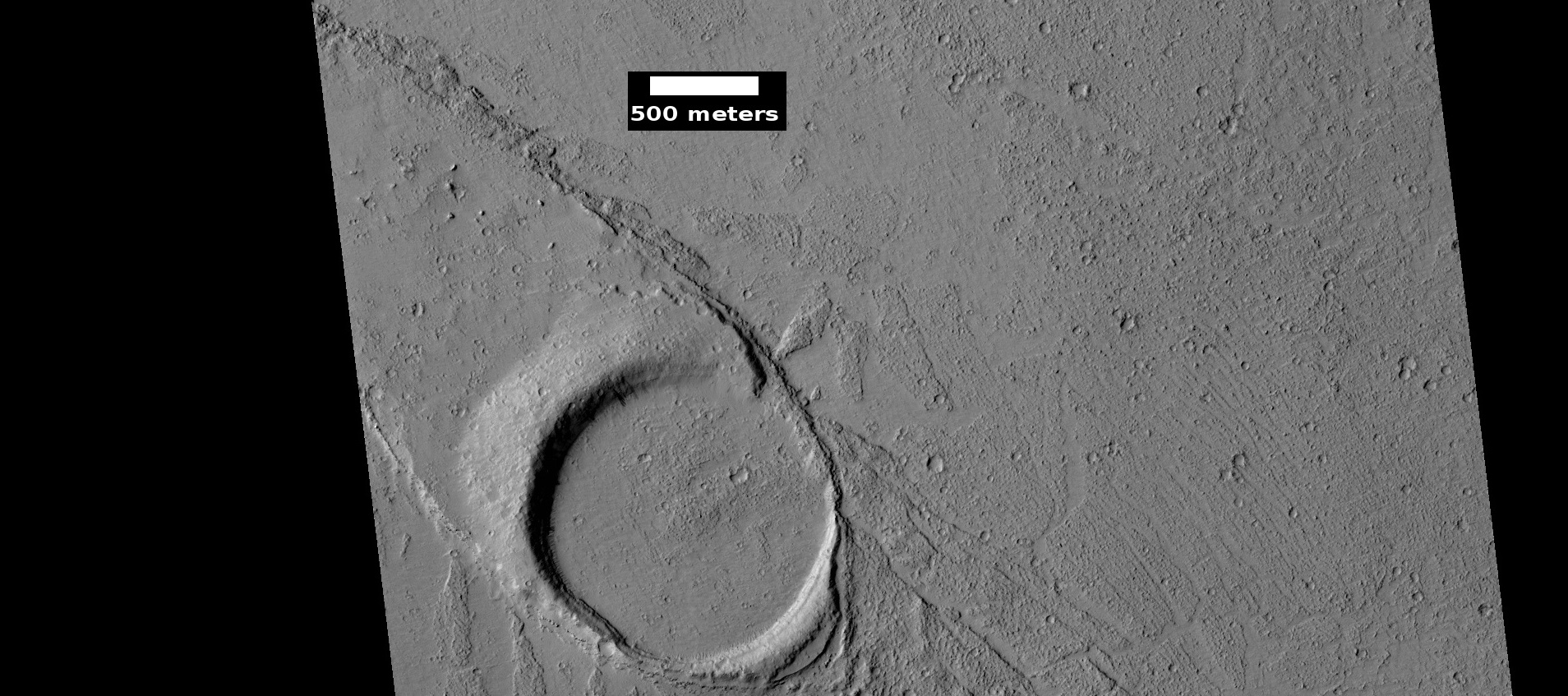
上一张图像的近距图，显示出了岩层。
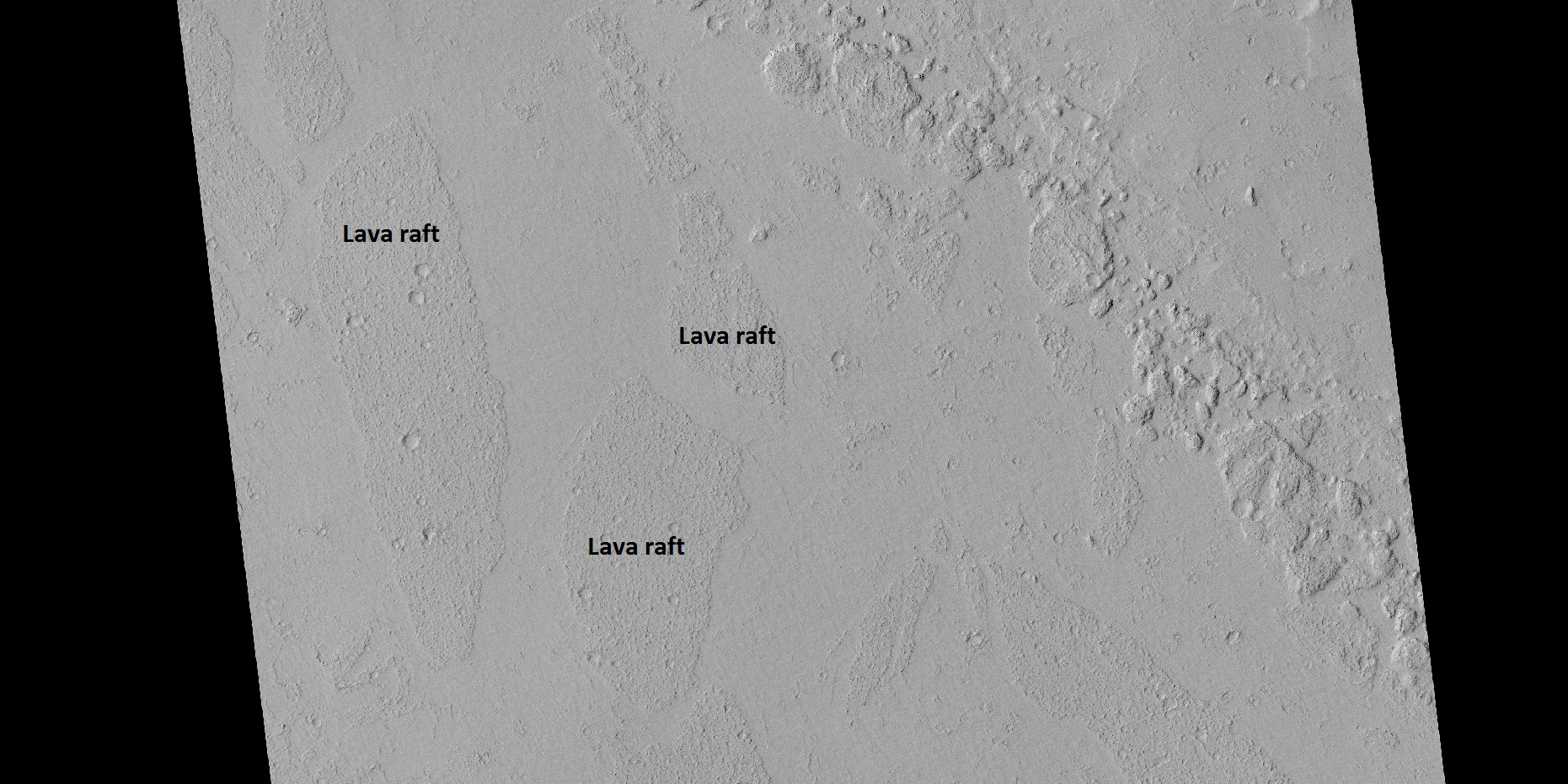
先前图像中的熔岩筏近景.
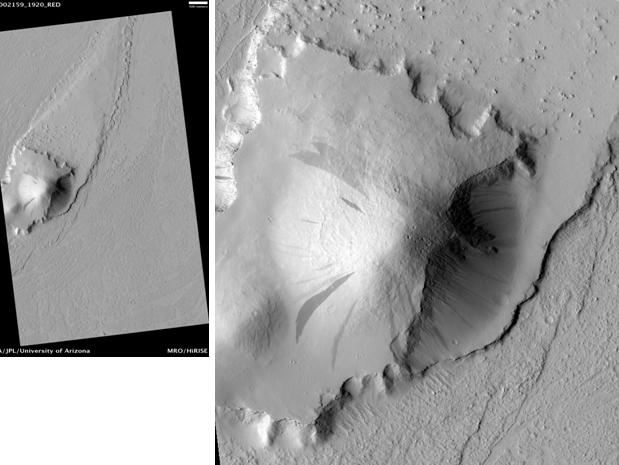
高分辨率成像科学设备显示的马丁谷中的流线型岛，单击图像可获得清晰的暗坡条纹图。该岛就位于佩蒂特陨击坑西面，比例尺为500米。
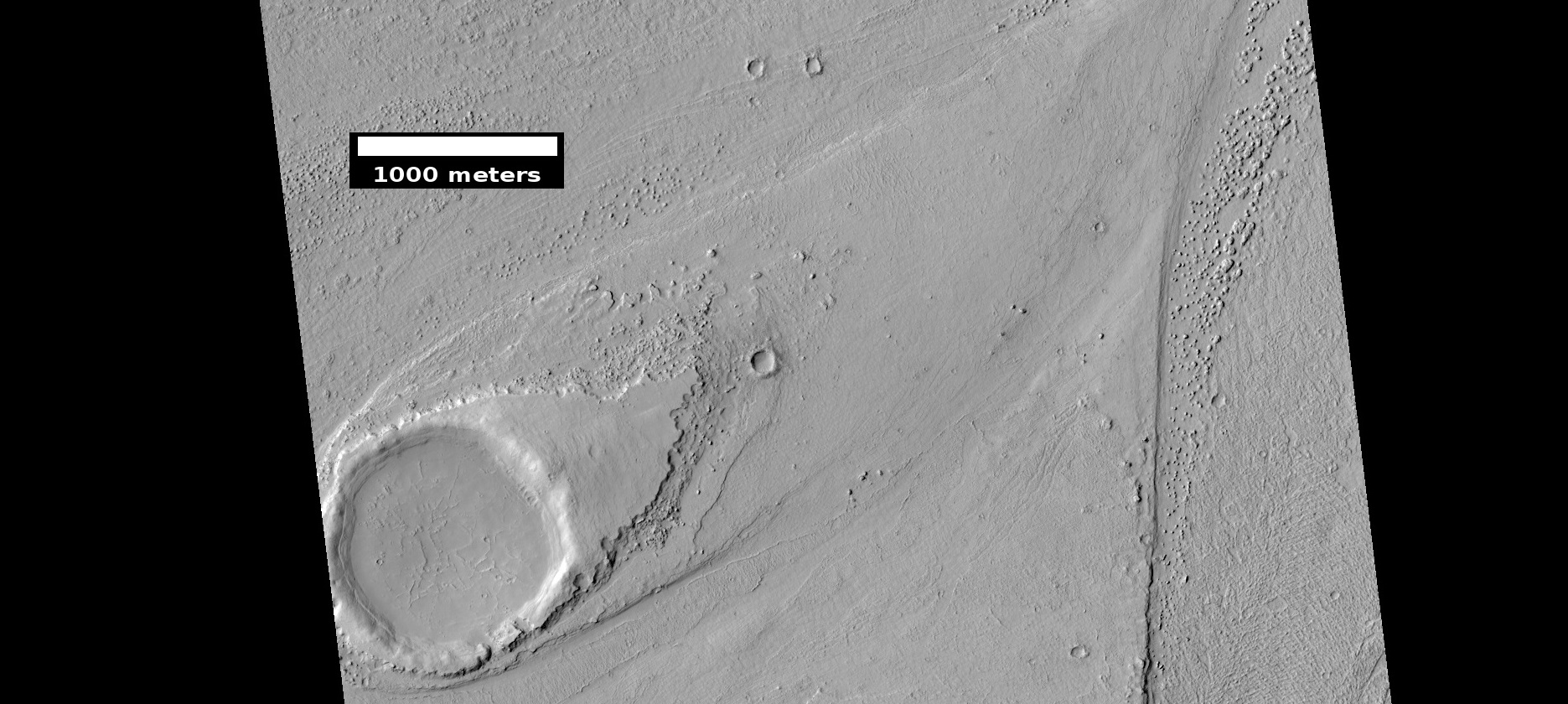
显示出岩层的流线体。

## 熔岩流

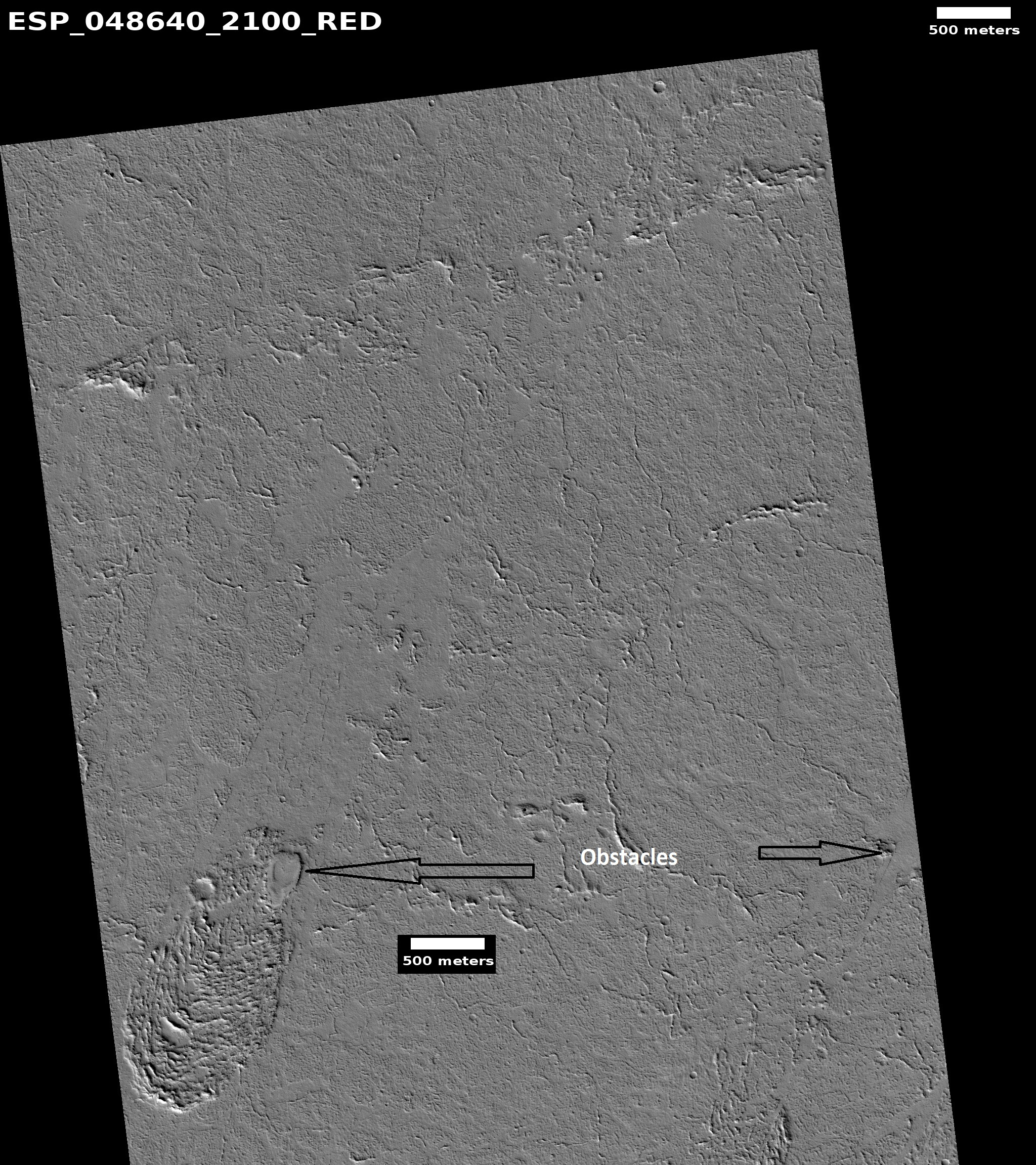
HiWish计划下高分辨率成像科学设备看到的受到障碍物影响的熔岩流，箭头显示了改变流向的两处障碍物。
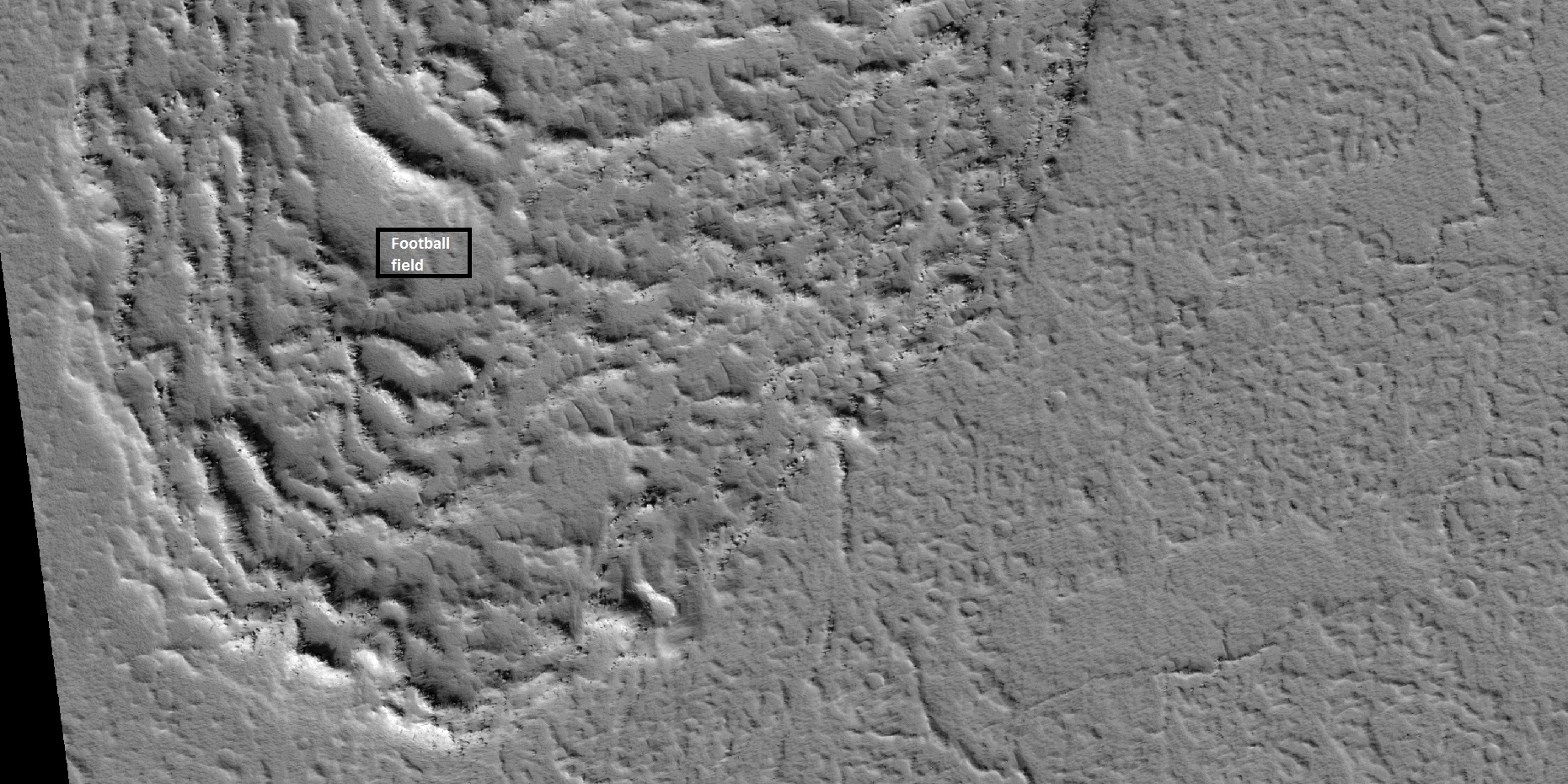
HiWish计划下高分辨率成像科学设备看到的熔岩垂瓣，方框显示了足球场大小的区域。
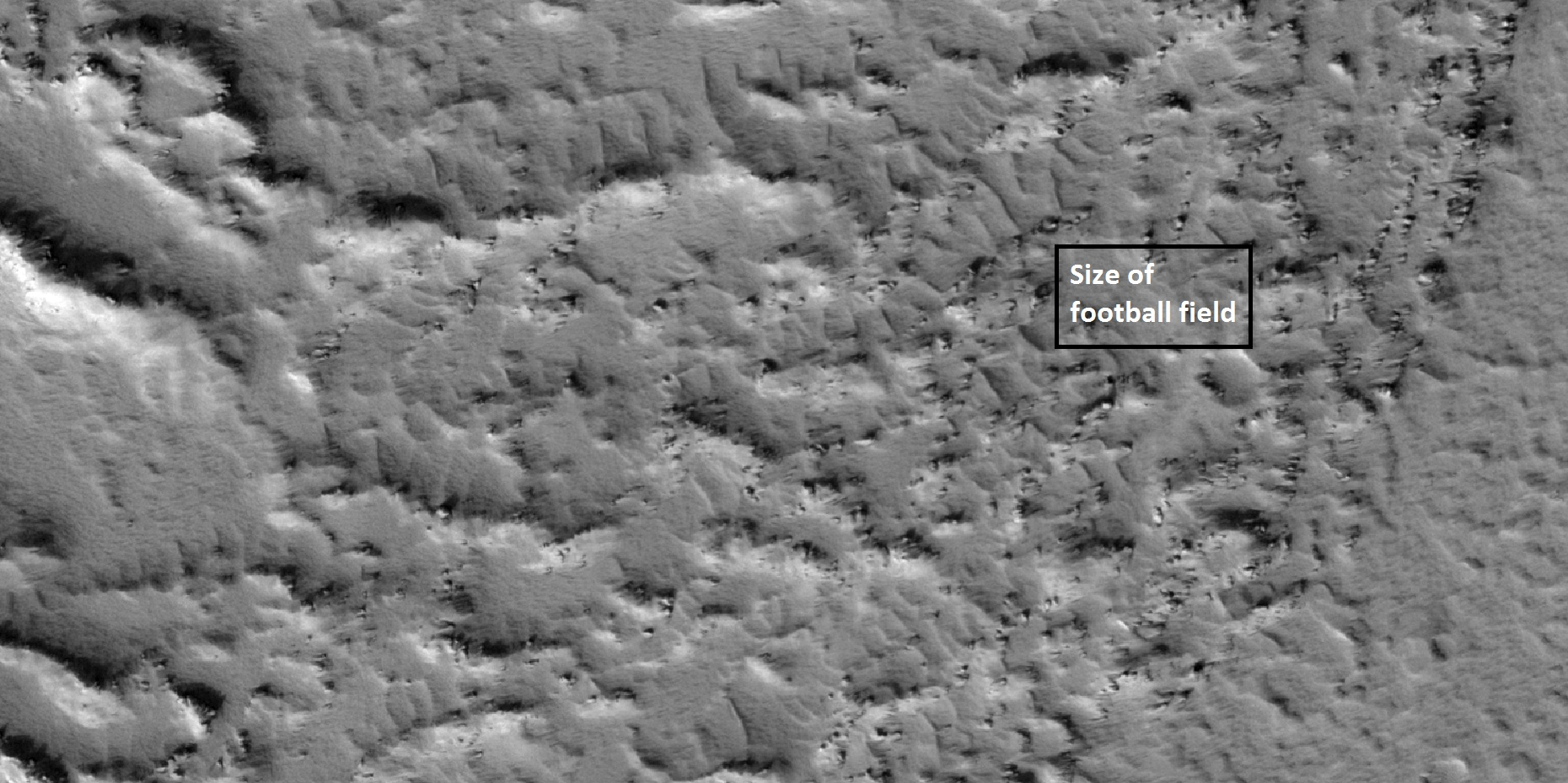
HiWish计划下高分辨率成像科学设备看到的熔岩垂瓣近视图，方框显示了足球场大小的区域。

## 暗坡条纹
火星上许多地方的陡坡上都有深色条纹，比如陨石坑坑壁上。似乎最年轻的条纹颜色最深，但随着年龄的增长，它们会变得更淡。它们常常开始于一个小的狭窄点，然后逐惭向下扩展并延伸数百米。已提出了几种想法来解释这些条纹。有些涉及到水，甚至是生物的生长。这些条纹出现在尘埃覆盖的区域，火星表面大部分地方都被尘埃覆盖，因为尘埃或多或少有规律地从覆盖一切的大气层中沉降下来。我们对这种尘埃了解较多，因为火星车的太阳能电池板被尘埃覆盖，火星车电能已多次被风挽救，这种风以尘卷风形式清扫了太阳能面板并恢复了电力，所以我们知道，尘埃会经常从大气层中飘落。
人们普遍认为这些条纹代表了崩塌的尘埃，条纹出现在尘埃覆盖的区域。当一层薄薄的尘埃被清除时，下面的表面看起来很暗。火星表面大部分被尘埃覆盖。火星上的尘卷风很频繁，尤其在南半球春季开始的时候。那时，火星距太阳近了40%。火星的轨道比地球要椭圆得多，也就是说，离太阳最远和最近点之间的差异对火星来说非常大，但对于地球却很小。此外，每隔几年，整个行星都会被一场全球性沙尘暴吞没。当美国宇航局的水手9号飞船抵达那里时，在沙尘暴中什么也看不见。从那时以来，还观察到了其他几次全球性沙尘暴。

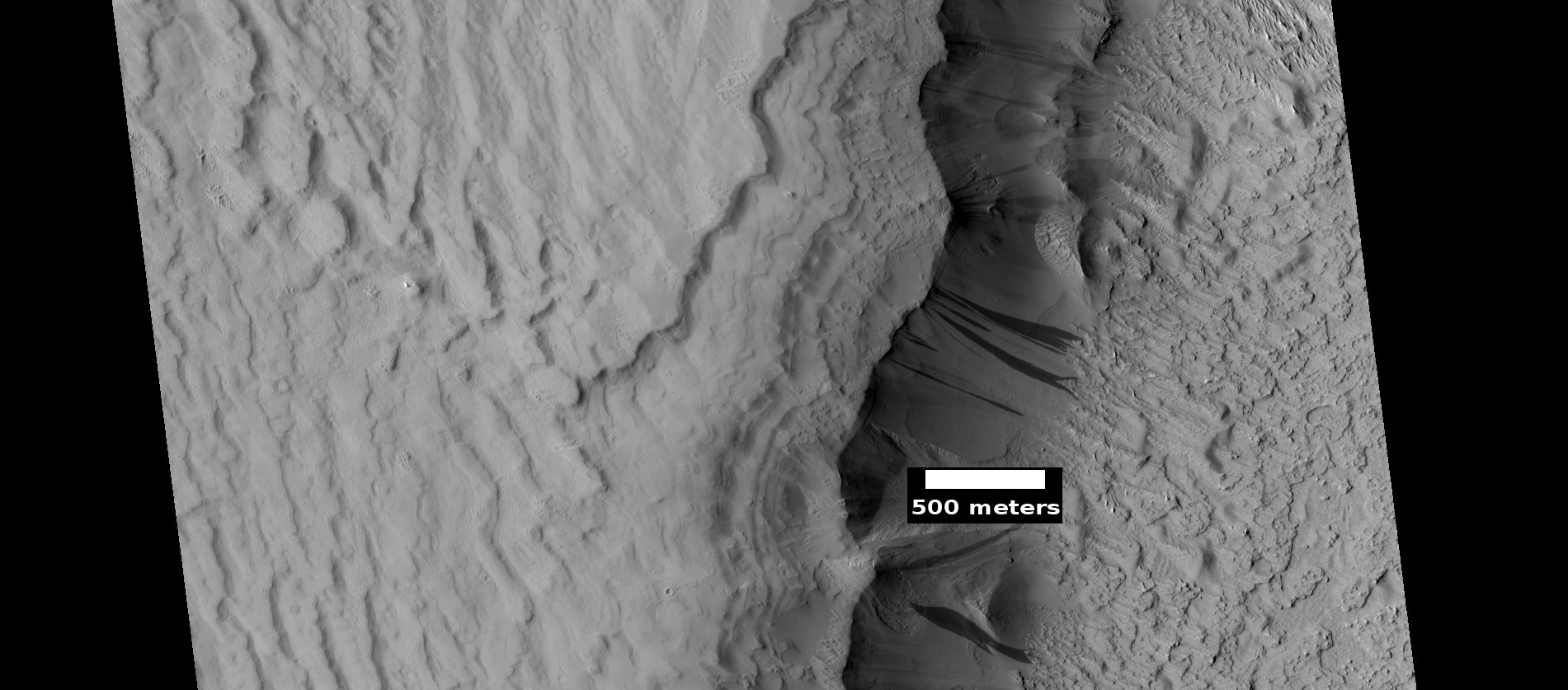
HiWish计划下，高分辨率成像科学设备显示的戈尔迪山脊区中的岩层，黑线为暗坡条纹。
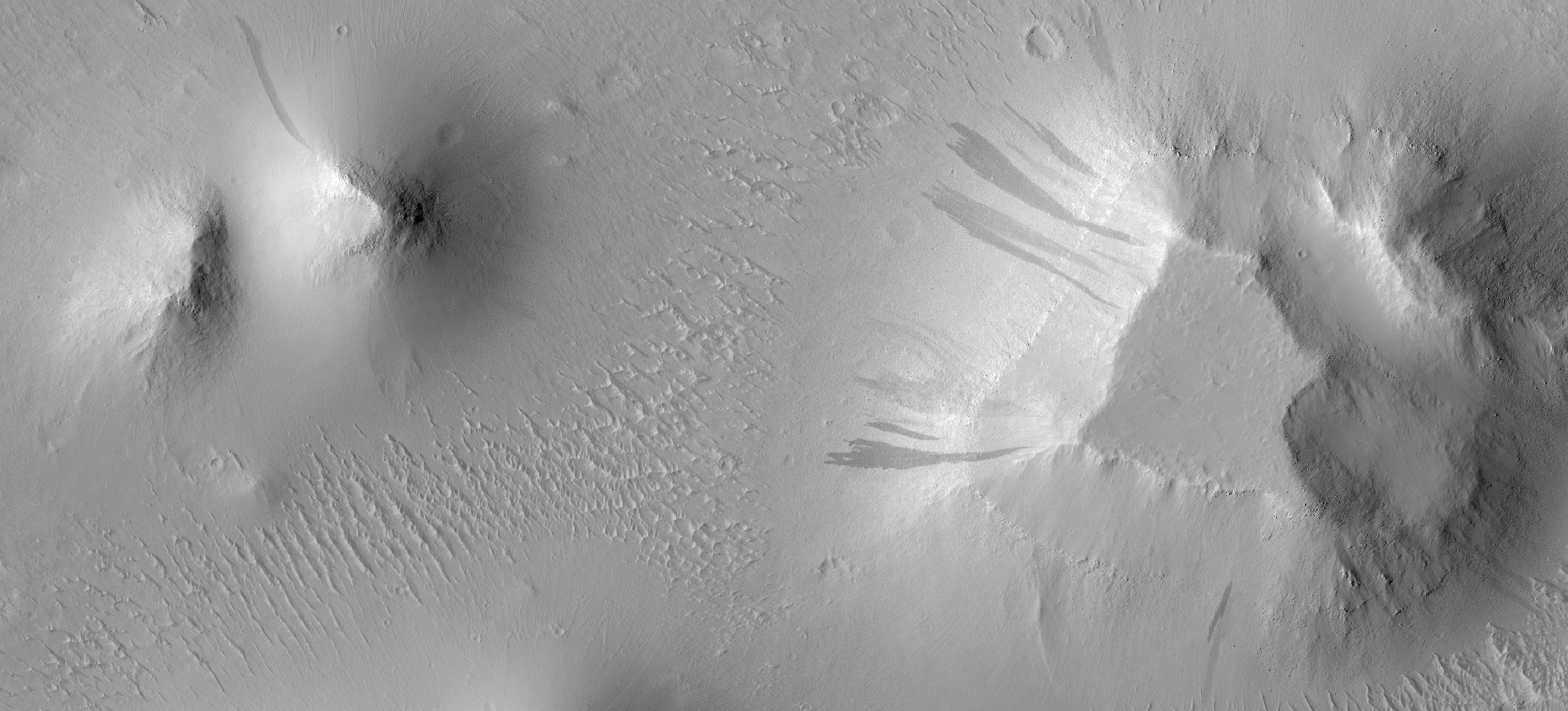
HiWish计划下高分辨率成像科学设备看到的亚马逊区桌山上的暗坡条纹。
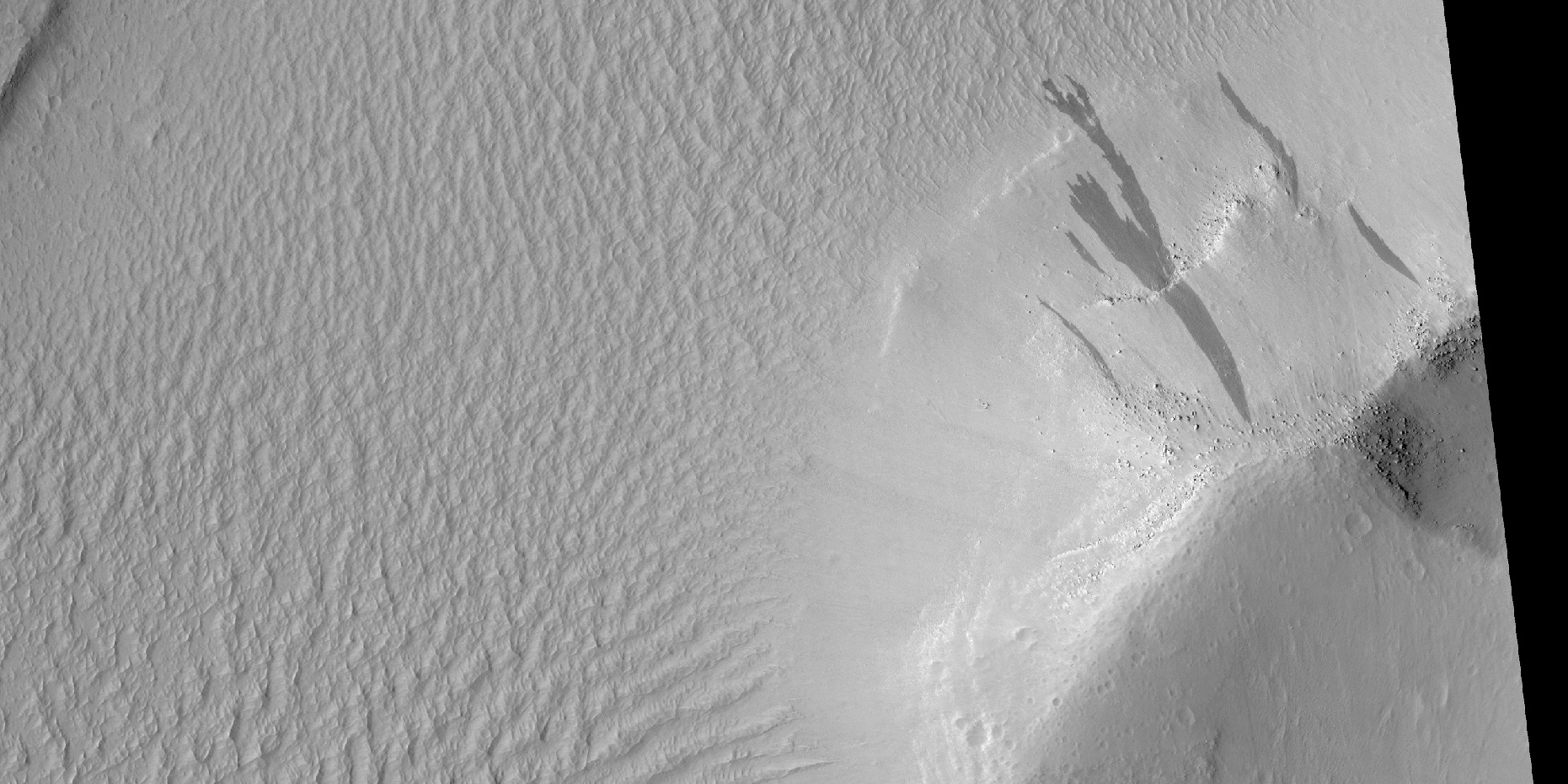
HiWish计划下高分辨率成像科学设备看到的吕科斯沟脊地土墩上的暗坡条纹。

## 脑纹地形
脑纹地形在火星许多地方都很常见，它是沿裂缝升华的冰所形成，脑纹地形的凸脊中可能包含了冰核。高分辨率成像科学设备的阴影测量表明，这些凸脊有4-5米高。

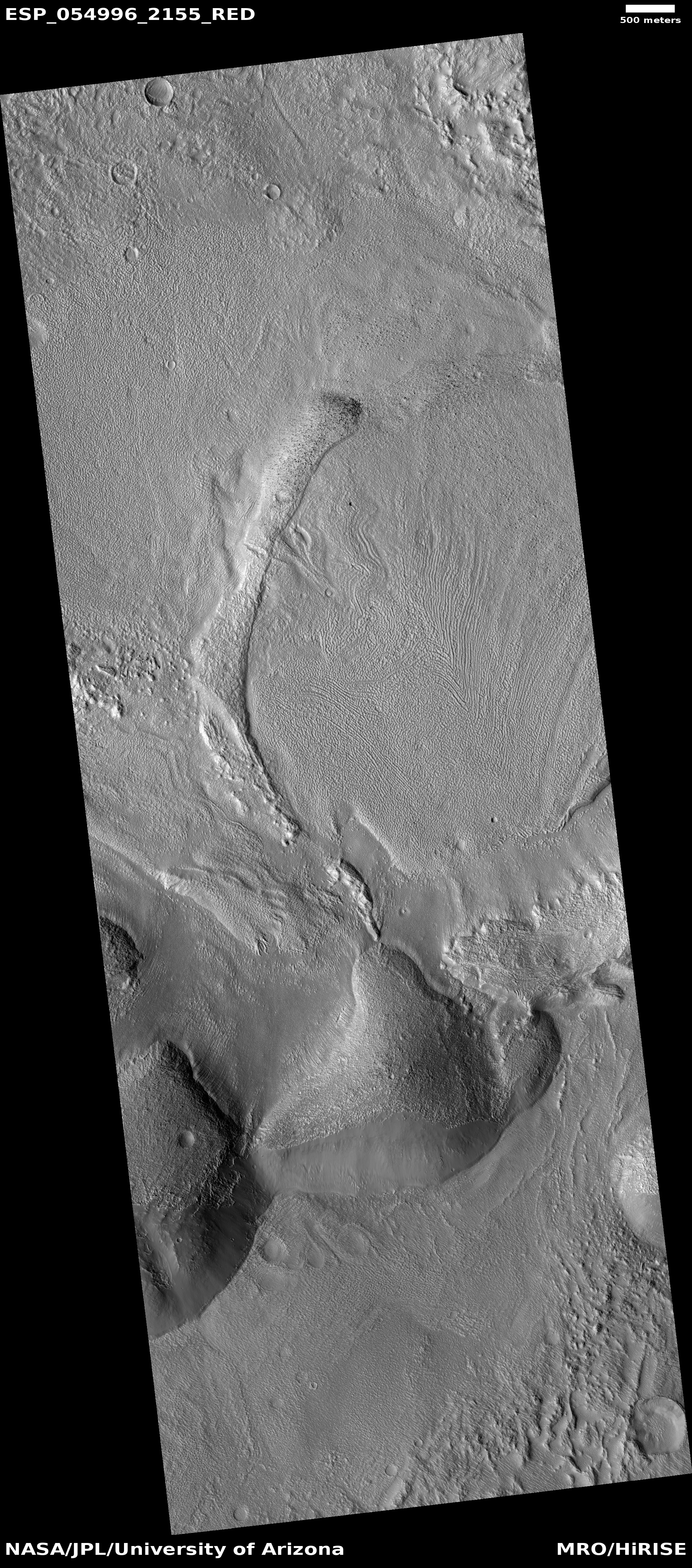
HiWish计划下高分辨率成像科学设备显示的脑纹地形广角图。
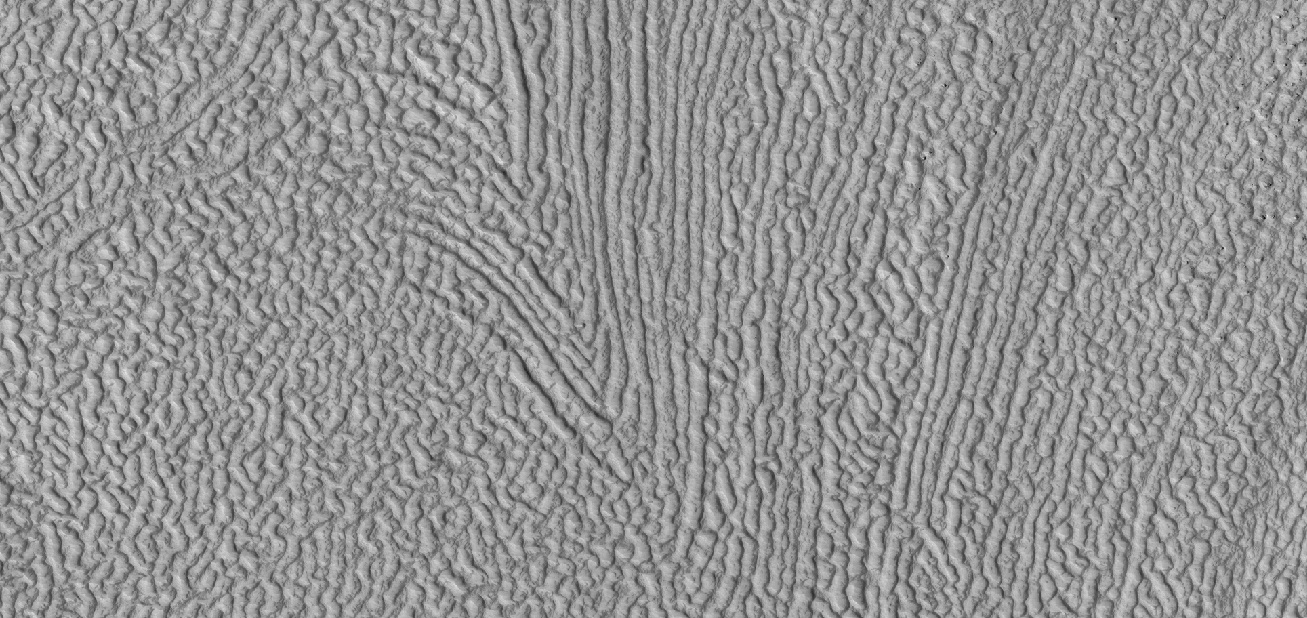
HiWish计划下高分辨率成像科学设备显示的脑纹地形近景图。
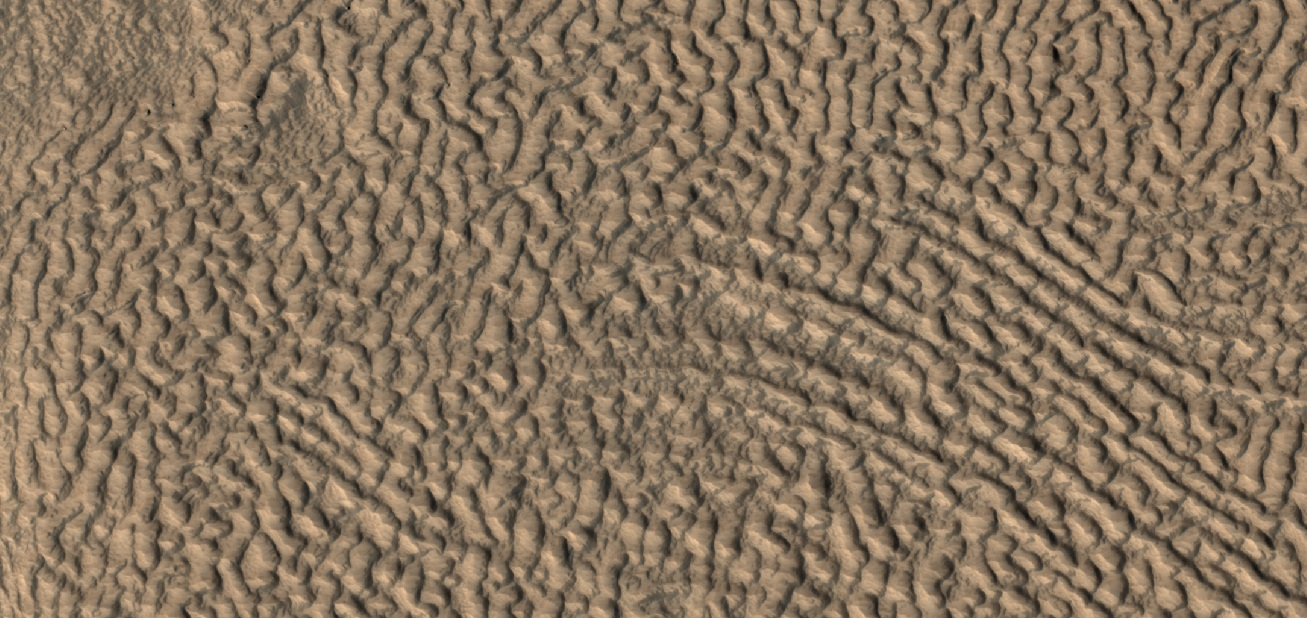
HiWish计划下高分辨率成像科学设备显示的脑纹地形彩色近景图。

## 来自亚逊平原的更多图像

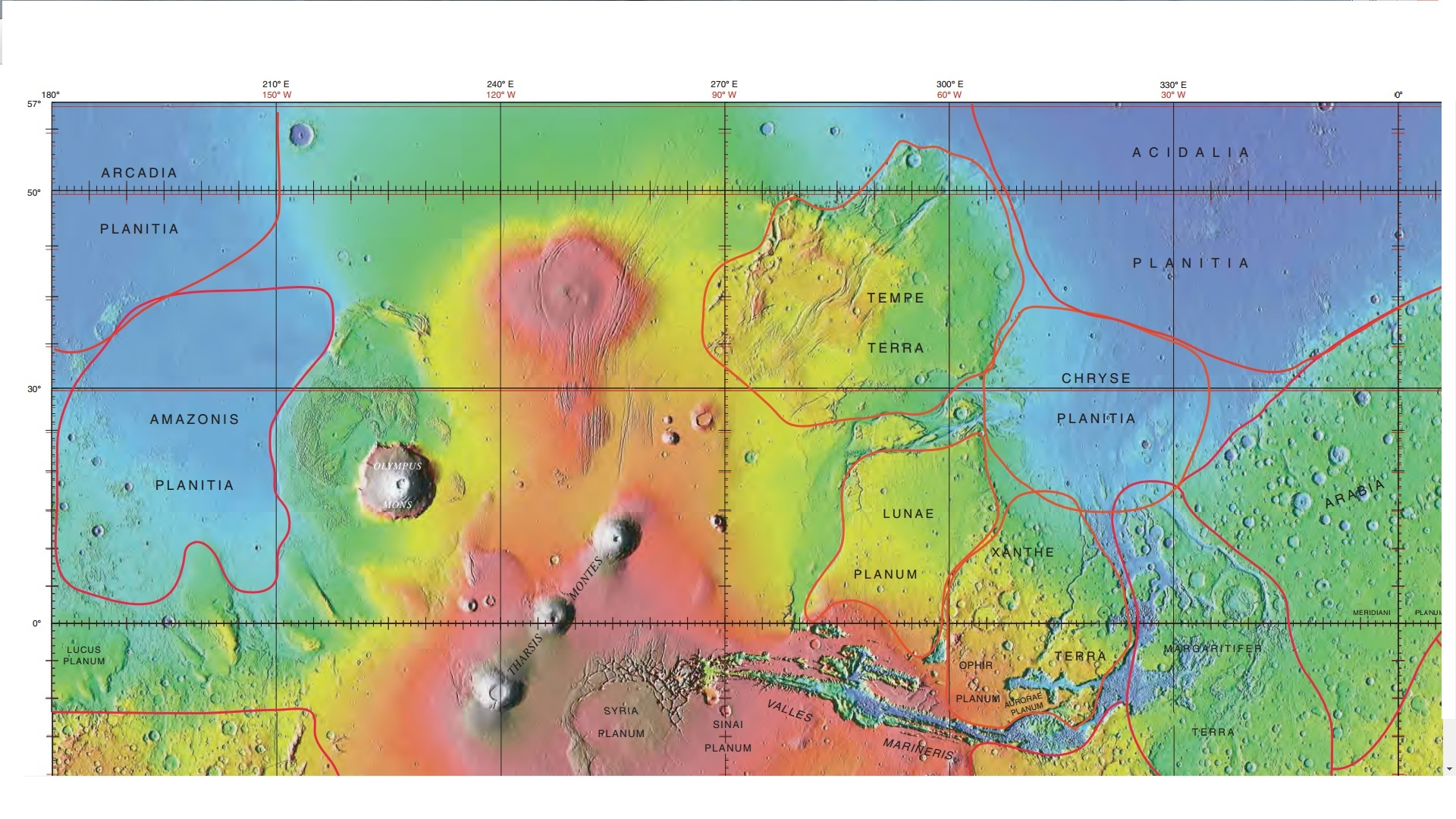
显示亚马逊平原和其他地区边界的火星轨道器激光高度计地形图，颜色表示海拔高度。
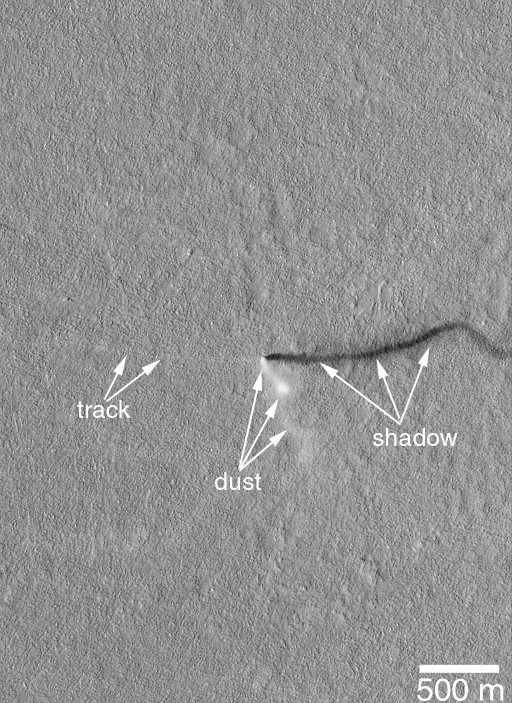
2001年4月10日，亚马逊平原的火星尘暴(另可观看 （页面存档备份，存于）) ( （页面存档备份，存于）)。
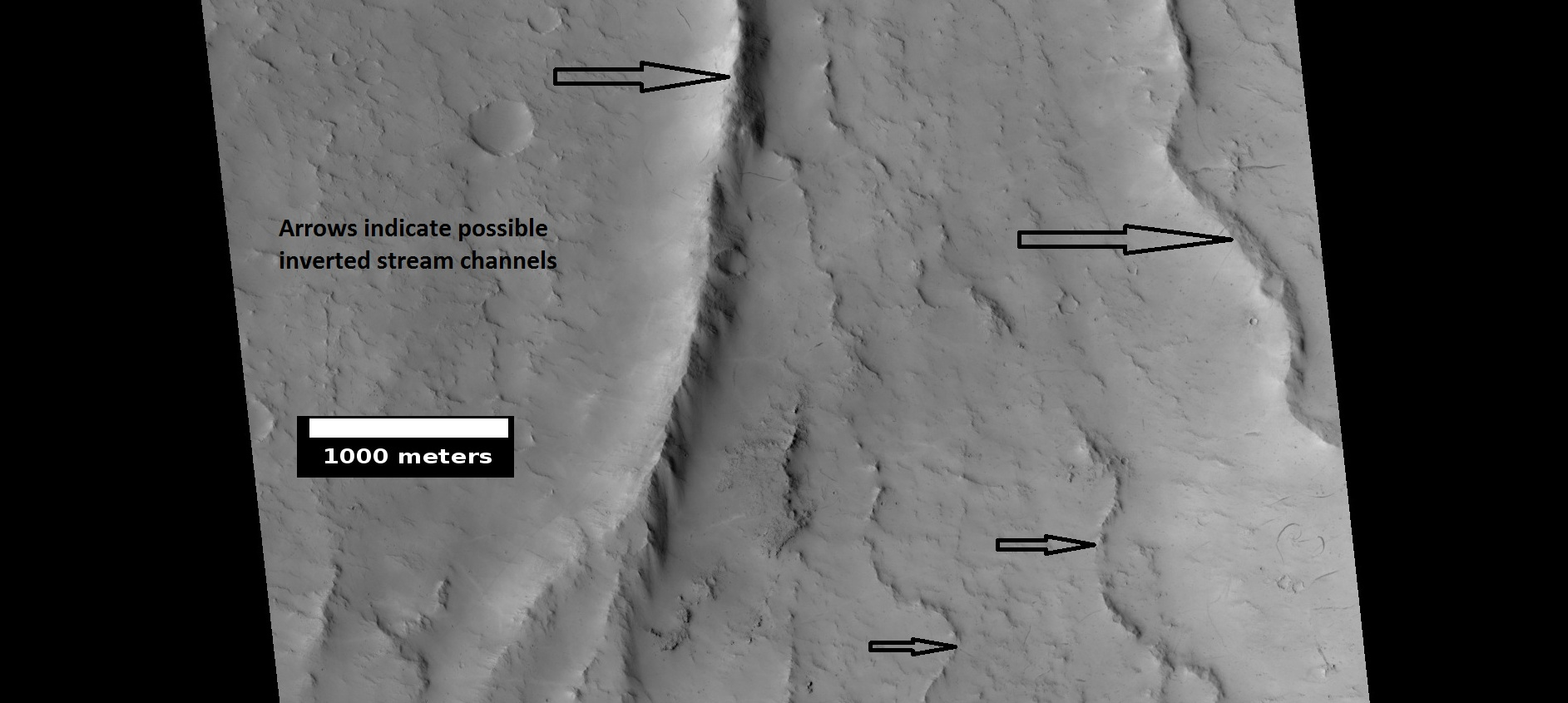
HiWish计划下高分辨率成像科学设备显示的佛勒格拉山脊群区可能的反转河道，这些山脊曾经可能是溪谷，后被沉积物填满并胶结，变得坚硬耐侵蚀，而周围地层已被清除。
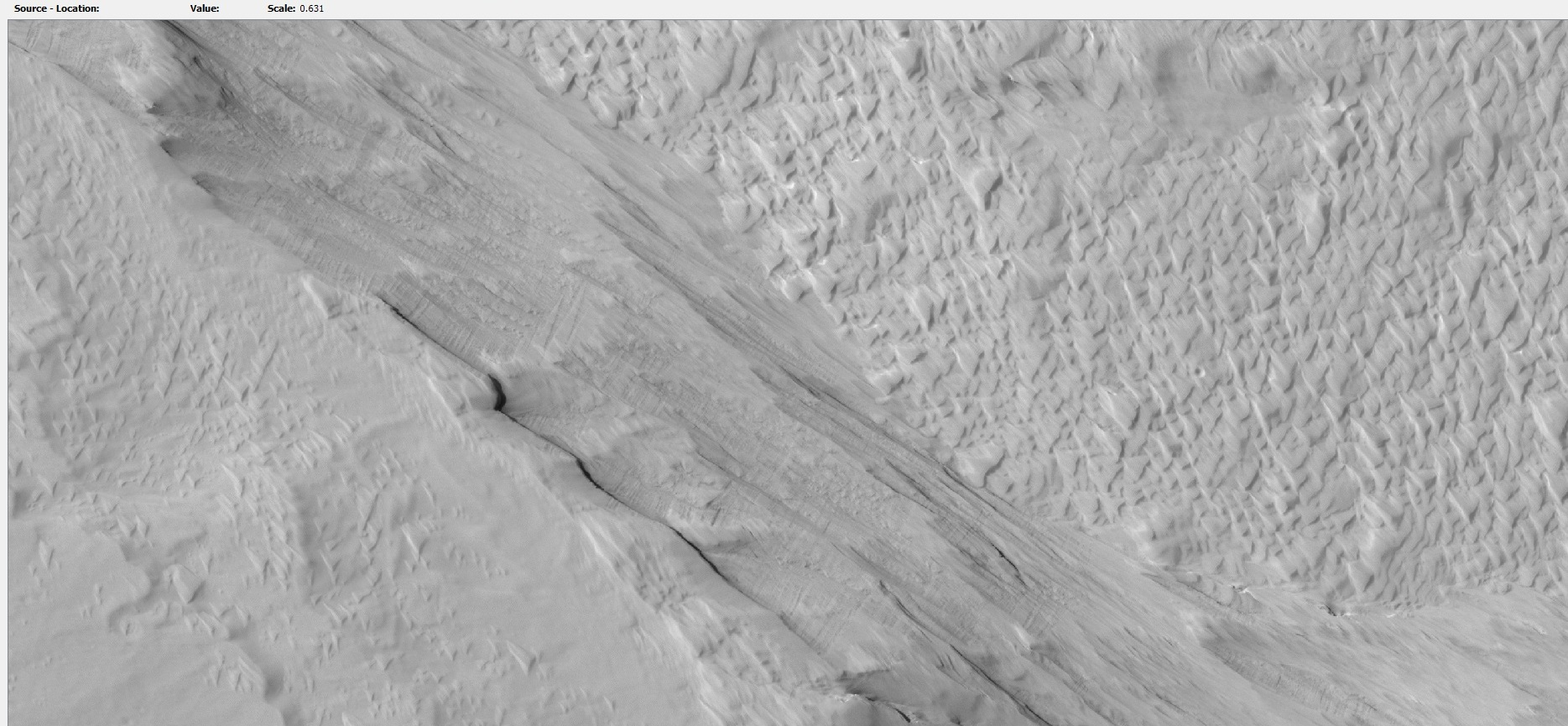
HiWish计划下高分辨率成像科学设备显示的吕科斯沟脊地的岩层特征。
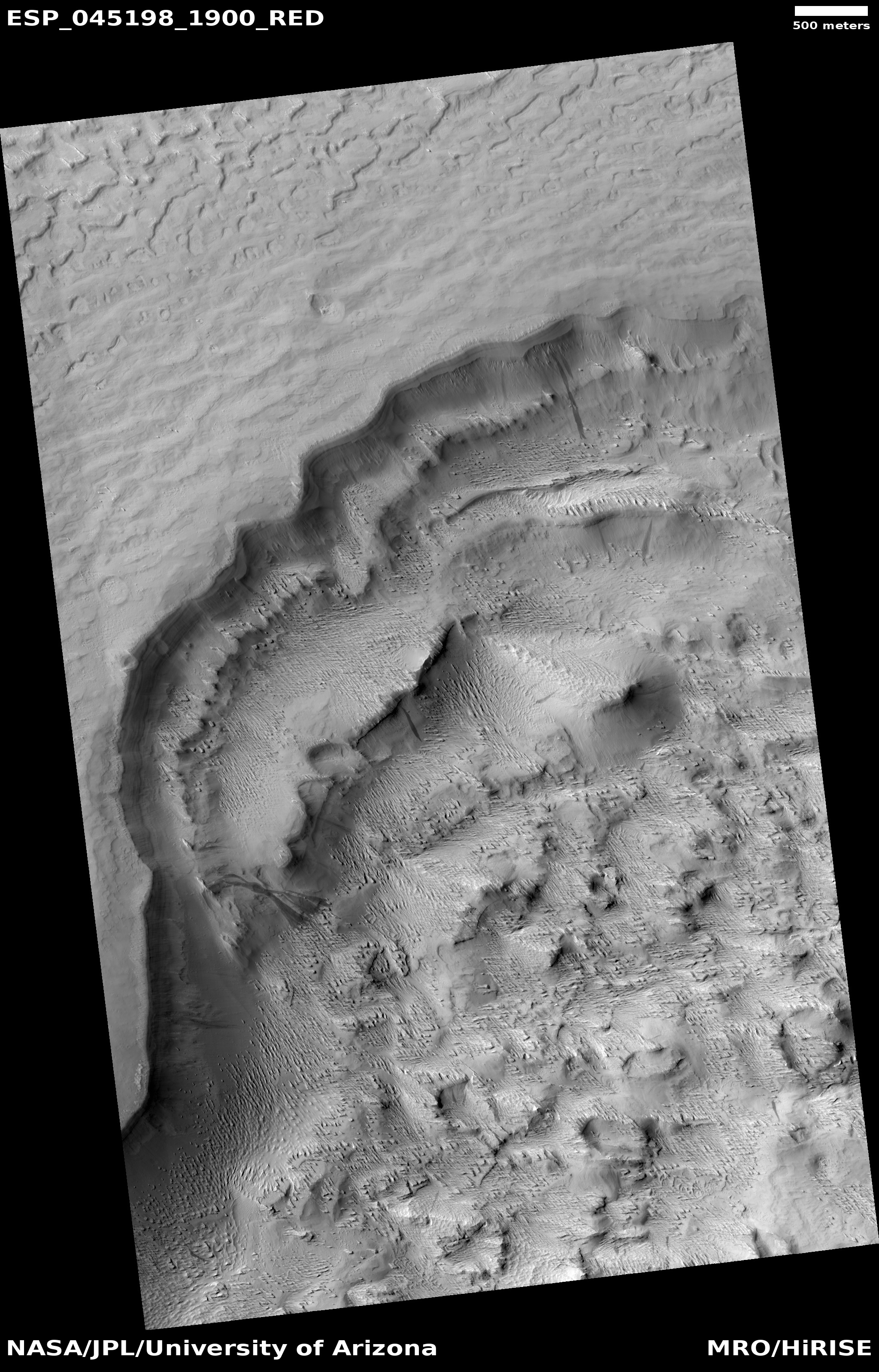
HiWish计划下高分辨率成像科学设备拍摄的显示有岩层的悬崖宽视图。
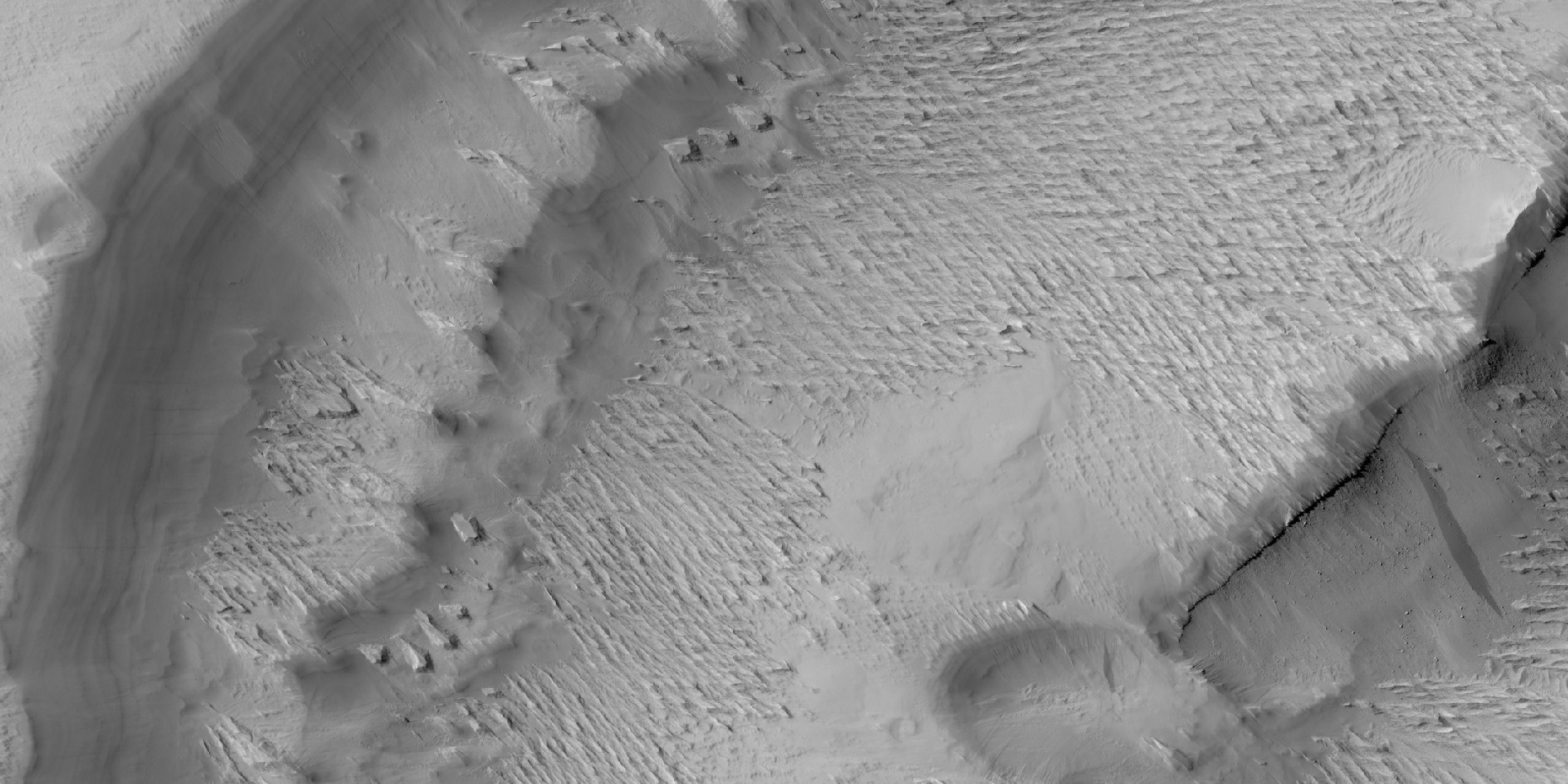
上一张图像中的岩层近景
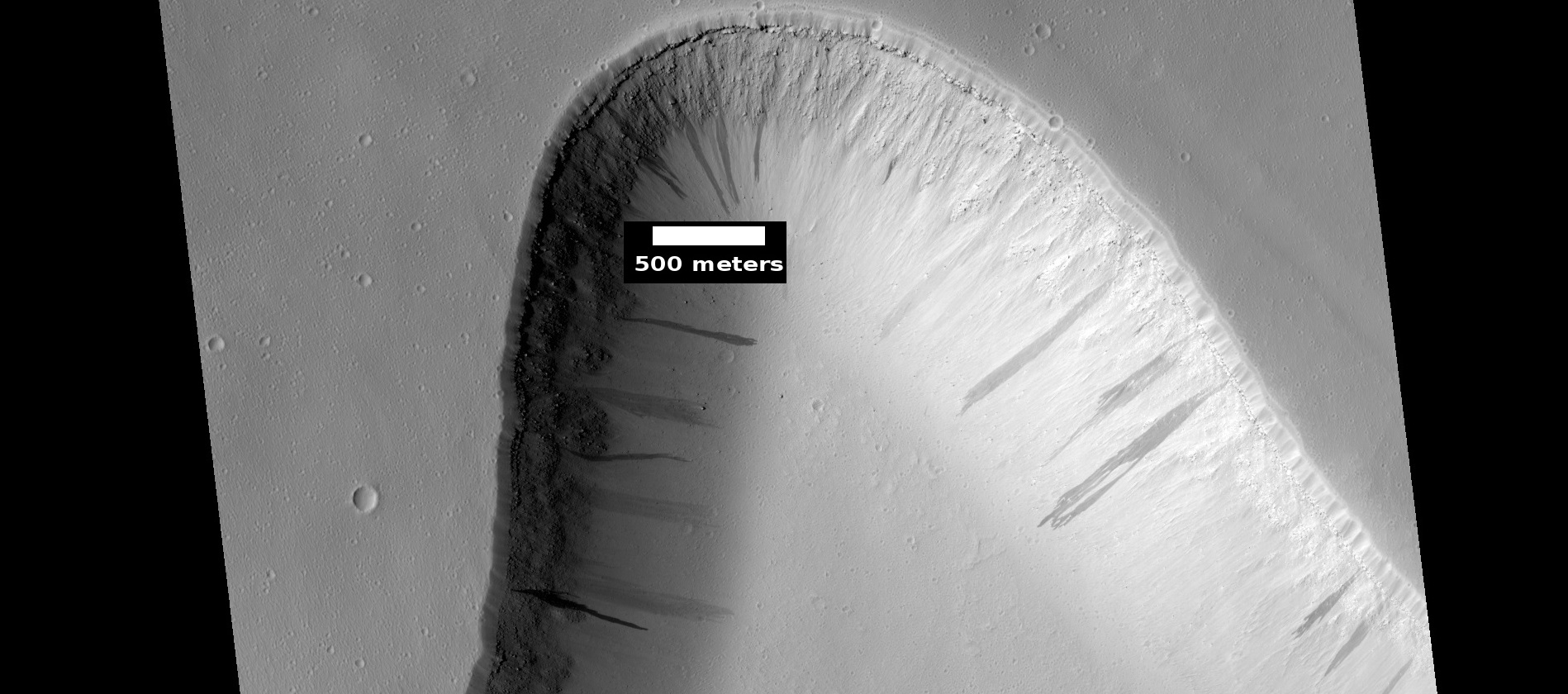
HiWish计划下高分辨率成像科学设备拍摄的显示的凹槽中的岩层和暗坡条纹。
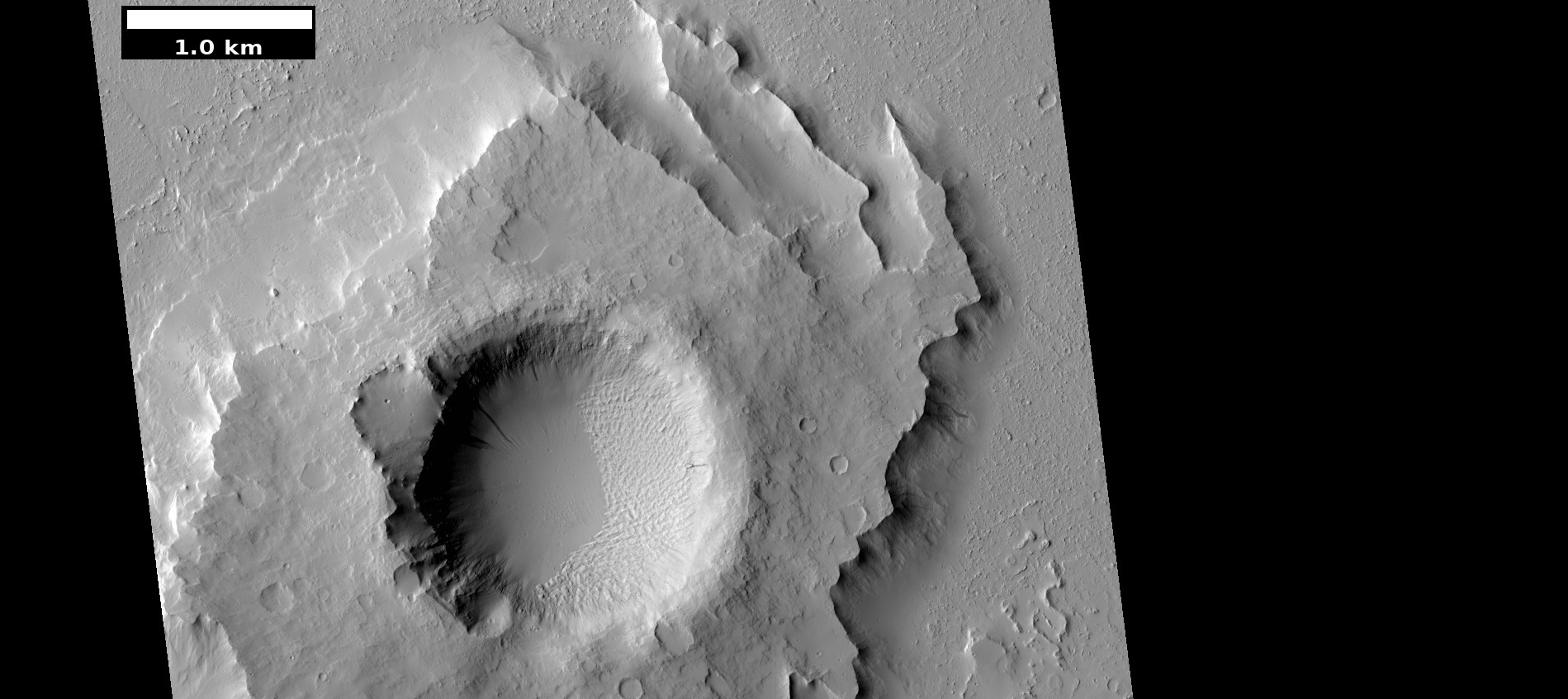
HiWish计划下高分辨率成像科学设备显示的带有岩层的底座形撞击坑。

## 另请查看
- 亚马逊纪
- 暗坡条纹
- 火星地质
- 火星平原列表
- 梅杜莎槽沟层

## 参引文献
1. ↑  E. R. Fuller and J. W. Head, III, "GEOLOGIC HISTORY OF THE SMOOTHEST PLAINS ON MARS (AMAZONIS PLANITIA) AND ASTROBIOLOGICAL IMPLICATIONS." （页面存档备份，存于） Lunar and Planetary Science XXXIII (2002). URL accessed 19 April 2006.
2. ↑  Hartmann, William. A Traveler's Guide to Mars: The Mysterious Landscapes of the Red Planet. Workman Publishing: New York, 2003.
3. ↑  Hartmann, 275.
4. ↑  Hartmann, 286.
5. ↑  Fuller, E.R. and J.W. Head III (2002), Amazonis Planitia: The role of geologically recent volcanism and sedimentation in the formation of the smoothest plains on Mars.
6. ↑  Hartmann, 287.
7. ↑  Grotzinger, J. and R. Milliken (eds.)  2012.  Sedimentary Geology of Mars.  SEPM
8. ↑  Head, J., J. Mustard.  2006.  Breccia dikes and crater-related faults in impact craters on Mars: Erosion and exposure on the floor of a crater 75 km in diameter at the dichotomy boundary, Meteorit. Planet Science: 41, 1675-1690.
9. ↑  Mangold et al.  2007.    Mineralogy of the Nili Fossae region with OMEGA/Mars Express data: 2. Aqueous alteration of the crust.  J. Geophys. Res., 112, doi:10.1029/2006JE002835.
10. ↑  Mustard et al., 2007.  Mineralogy of the Nili Fossae region with OMEGA/Mars Express data: 1. Ancient impact melt in the Isidis Basin and implications for the transition from the Noachian to Hesperian, J. Geophys. Res., 112.
11. ↑  Mustard et al.,  2009.  Composition, Morphology, and Stratigraphy of Noachian Crust around the Isidis Basin, J. Geophys. Res., 114, doi:10.1029/2009JE003349.
12. ↑  http://www.space.com/scienceastronomy/streaks_mars_021200.html%5B%5D
13. ↑  .   [2010-12-19]. （原始内容存档于2015-02-21）.
14. ↑  http://www.space.com/scienceastronomy/streaks_mars_streaks_030328.html%5B%5D
15. ↑  .   [2021-08-20]. （原始内容存档于2021-07-29）.
16. ↑  ISBN 0-517-00192-6
17. ↑  Hugh H. Kieffer. . University of Arizona Press. 1992  [7 March 2011]. ISBN 978-0-8165-1257-7. （原始内容存档于2017-03-12）.
18. ↑  Levy, J., J. Head, D. Marchant. 2009. Concentric crater fill in Utopia Planitia: History and interaction between glacial “brain terrain” and periglacial mantle processes. Icarus 202, 462–476.